# Pellsche Gleichung
|  | Dieser Artikel wurde auf der Qualitätssicherungsseite des Portals Mathematik eingetragen. Dies geschieht, um die Qualität der Artikel aus dem Themengebiet Mathematik auf ein akzeptables Niveau zu bringen. Bitte hilf mit, die Mängel dieses Artikels zu beseitigen, und beteilige dich bitte an der Diskussion! (Artikel eintragen) |

Lösungen der Pellschen Gleichung für : Als diophantische Gleichung sind nur ganzzahlige Werte (Schnittpunkte von Gitterlinien) Lösungen. Davon sind hier mit (±1, 0) und (±3, ±2) die sechs kleinsten zu sehen. Es gibt unendlich viele weitere wie (±17, ±12), (±99, ±70), (±577, ±408), (±3363, ±2378), (±19601, ±13860), ...

Als Pellsche Gleichung (nach John Pell, 1611–1685) bezeichnet man eine diophantische Gleichung der Form
{\displaystyle x^{2}-n\cdot y^{2}=1}
mit positiv ganzzahligem {\displaystyle n\in \mathbb {N} \setminus \{0\}}.
Ist {\displaystyle n=k^{2}} eine Quadratzahl einer natürlichen Zahl {\displaystyle k\in \mathbb {N} ^{+}}, so besitzt die Gleichung offensichtlich nur die beiden trivialen Lösungen {\displaystyle (\pm 1,\ 0)}. Andernfalls gibt es unendlich viele Lösungen, die man mit Hilfe der Kettenbruchentwicklung von {\displaystyle {\sqrt {n}}} bestimmen kann. Die verwandten Gleichungen {\displaystyle x^{2}-n\cdot y^{2}=-1\,} bezeichnet man oft als negative Pellsche Gleichungen und {\displaystyle x^{2}-n\cdot y^{2}=d\,} mit beliebigem ganzzahligen {\displaystyle d\in \mathbb {Z} \setminus \{0\}} als verallgemeinerte Pellsche Gleichungen.
Die Gleichung wird John Pell fälschlicherweise zugeschrieben. Korrekter wäre die Bezeichnung Fermatsche Gleichung.
Die Gleichung war in Indien schon Brahmagupta im 7. und Bhaskara II. im 12. Jahrhundert bekannt. In Europa tauchte die Gleichung erst im 17. Jahrhundert auf. Die Lösung dieser Gleichung war als Problem von Pierre de Fermat in einem Brief an Bernard Frénicle de Bessy gestellt worden und 1657 als Problem veröffentlicht. Pell befasste sich nie mit der Lösung der Gleichung. Brouncker fand einige Lösungen (veröffentlicht im Commercium epistolicum of John Wallis 1658). Leonhard Euler stieß auf die Lösung von Brouncker in der lateinischen Ausgabe des Treatise of Algebra von John Wallis und benannte die Gleichung fälschlich nach Pell. Euler veröffentlichte zuerst 1732 über die Pell-Gleichung und fand später die Verbindung mit Kettenbrüchen (veröffentlicht 1765), die im Grunde schon hinter der Lösung von Brouncker steckt. Joseph-Louis Lagrange befasste sich nach Euler ausführlich mit der Gleichung und gab als Erster einen Beweis, dass es für jedes {\displaystyle n} eine Lösung gibt, wobei Fermat möglicherweise auch einen Beweis hatte.

## Algebraische Zahlentheorie
Das Auffinden aller Lösungen ist für spezielle {\displaystyle n} äquivalent dazu, die Einheiten des Ganzheitsrings des reellquadratischen Zahlkörpers {\displaystyle \mathbb {Q} ({\sqrt {n}})} zu finden. Nach dem Dirichletschen Einheitensatz hat die Einheitengruppe den Rang 1, d. h., es gibt eine Fundamentaleinheit (oder auch Grundeinheit) {\displaystyle \varepsilon =x_{0}+y_{0}\cdot {\sqrt {n}},} mit der sich alle Lösungen als {\displaystyle \pm \varepsilon ^{k},k\in \mathbb {N} } darstellen lassen.
Beispielsweise ist für {\displaystyle n=2} die Einheit {\displaystyle 1+1\cdot {\sqrt {2}}} eine Fundamentaleinheit und man kann die anderen Lösungen
{\displaystyle 3+2\cdot {\sqrt {2}},\ 7+5\cdot {\sqrt {2}},\ 17+12\cdot {\sqrt {2}},\ \ldots ,\ (1+1\cdot {\sqrt {2}})^{k}}
aus ihr erzeugen.

## Lösungen
Wichtige Vorbemerkung
Da {\displaystyle \ x^{2}=(-x)^{2}\ } und {\displaystyle \ y^{2}=(-y)^{2}} ist, treten Lösungen der Gleichung
{\displaystyle x^{2}+n\cdot y^{2}=d}
immer als symmetrisch zum Koordinatenursprung liegende Lösungsquadrupel {\displaystyle (x,y),\ (x,-y),\ (-x,y)} und {\displaystyle (-x,-y)} auf, die im Falle von {\displaystyle x=0} und/oder {\displaystyle y=0} auch Mehrfachlösungen sein können. 

Siehe dazu die Grafik am Anfang des Artikels:  6 ganzzahlige Lösungen der Pellschen Gleichung für {\displaystyle n=2}
Dies wird im folgenden Text aus Gründen der Kompaktheit der Darstellung bis auf wenige Ausnahmen nicht weiter erwähnt und es werden nur die Lösungen {\displaystyle (x,y)} mit {\displaystyle x,y\geq 0} betrachtet.

### Welche Lösungen hat die Gleichung?
Es sind folgende Eigenschaften der Lösungen erkennbar:
- Für alle {\displaystyle n} ist existiert immer die triviale Lösung {\displaystyle (1,\ 0)}.
- Für {\displaystyle n=0} gibt sind alle Paare {\displaystyle (1,\ k)} weitere triviale Lösungen.
- Für {\displaystyle n=k^{2}} mit {\displaystyle k>0} existieren keine weiteren Lösungen.
  - Das Verhältnis {\displaystyle {x_{i}}/{y_{i}}} konvergiert gegen {\displaystyle {\sqrt {n}}}.
  - Der Grenzwert des Wachstumskoeffizienten {\displaystyle q=\lim _{i\rightarrow \infty }{x_{i+1}}/{x_{i}}} liegt knapp unter einer ganzen Zahl. Der „Fehler“ liegt auffällig in der Nähe von {\displaystyle 1/q}.
  - Die Summe {\displaystyle q+1/q} ergibt eine ganze, gerade Zahl.
  - Diese Eigenschaften und „auffällige“ Nachkommastellen weisen darauf hin, dass sich {\displaystyle q} in der Form {\displaystyle a+b\cdot {\sqrt {n}}} darstellen lässt.

| n  | Anzahl der Lösungen 0 ≤ y < 1014 | Trivial- Lösung | weitere Lösungen (xi, yi) für d = 1                                                                            | lim xi / yi | lim xi+1 / xi = q | q + 1/q | a     | b     |
| -- | -------------------------------- | --------------- | --- | ----------- | ----------------- | ------- | ----- | ----- |
| 0  | 1014                             | (1, 0)          | (1, 1), (1, 2), (1, 3), (1, 4), (1, 5), (1, 6), (1, 7), (1, 8), (1, 9), (1, 10), (1, 11), (1, 12), (1,13), ... | 0,000000    | 0001,000000       | 2       | 1     | 0     |
| 1  | 1                                | (1, 0)          | keine | keine       | keine             | keine   | keine | keine |
| 2  | 19                               | (1, 0)          | (3, 2), (17, 12), (99, 70), (577, 408), (3363, 2378), (19601, 13860), (114243, 80782), ...                     | 1,414214    | 0005,828427       | 6       | 3     | 2     |
| 3  | 26                               | (1, 0)          | (2, 1), (7, 4), (26, 15), (97, 56), (362, 209), (1351, 780), (5042, 2911), (18817, 10864), ...                 | 1,732051    | 0003,732051       | 4       | 2     | 1     |
| 4  | 1                                | (1, 0)          | keine | keine       | keine             | keine   | keine | keine |
| 5  | 12                               | (1, 0)          | (9, 4), (161, 72), (2889, 1292), (51841, 23184), (930249, 416020), (16692641, 7465176), ...                    | 2,236068    | 0017,944272       | 18      | 9     | 4     |
| 6  | 15                               | (1, 0)          | (5, 2), (49, 20), (485, 198), (4801, 1960), (47525, 19402), (470449, 192060), ...                              | 2,449490    | 0009,898979       | 10      | 5     | 2     |
| 7  | 13                               | (1, 0)          | (8, 3), (127, 48), (2024, 765), (32257, 12192), (514088, 194307), (8193151, 3096720), ...                      | 2,645751    | 0015,937254       | 16      | 8     | 3     |
| 8  | 20                               | (1, 0)          | (3, 1), (17, 6), (99, 35), (577, 204), (3363, 1189), (19601, 6930), (114243, 40391), ...                       | 2,828427    | 0005,828427       | 6       | 3     | 1     |
| 9  | 1                                | (1, 0)          | keine | keine       | keine             | keine   | keine | keine |
| 10 | 10                               | (1, 0)          | (19, 6), (721, 228), (27379, 8658), (1039681, 328776), (39480499, 12484830), ...                               | 3,162278    | 0037,973666       | 38      | 19    | 6     |
| 11 | 12                               | (1, 0)          | (10, 3), (199, 60), (3970, 1197), (79201, 23880), (1580050, 476403), (31521799, 9504180), ...                  | 3,316625    | 0019,949874       | 20      | 10    | 3     |
| 12 | 13                               | (1, 0)          | (7, 2), (97, 28), (1351, 390), (18817, 5432), (262087, 75658), (3650401, 1053780), ...                         | 3,464102    | 0013,928203       | 14      | 7     | 2     |
| 13 | 5                                | (1, 0)          | (649, 180), (842401, 233640), (1093435849, 303264540), (1419278889601, 393637139280)                           | 3,605551    | 1297,999230       | 1298    | 649   | 180   |
| 14 | 11                               | (1, 0)          | (15, 4), (449, 120), (13455, 3596), (403201, 107760), (12082575, 3229204), ...                                 | 3,741657    | 0029,966630       | 30      | 15    | 4     |
| 15 | 17                               | (1, 0)          | (4, 1), (31, 8), (244, 63), (1921, 496), (15124, 3905), (119071, 30744), (937444, 242047), ...                 | 3,872983    | 0007,872983       | 8       | 4     | 1     |
| 16 | 1                                | (1, 0)          | keine | keine       | keine             | keine   | keine | keine |
| 17 | 9                                | (1, 0)          | (33, 8), (2177, 528), (143649, 34840), (9478657, 2298912), (625447713, 151693352), ...                         | 4,123106    | 0065,984845       | 66      | 33    | 8     |
| 18 | 10                               | (1, 0)          | (17, 4), (577, 136), (19601, 4620), (665857, 156944), (22619537, 5331476), ...                                 | 4,242641    | 0033,970563       | 34      | 17    | 4     |

### Lösung mit Hilfe der Kettenbruchentwicklung
Die Kettenbruchentwicklung einer quadratisch irrationalen Zahl {\displaystyle {\sqrt {n}}} ist unendlich und periodisch.
{\displaystyle {\sqrt {n}}} hat die Kettenbruchentwicklung {\displaystyle {\sqrt {n}}=[b_{0};\ {\overline {b_{1},\dotsc ,b_{m}}}]} (siehe Periodische Kettenbrüche). Sei
{\displaystyle {\frac {x}{y}}=[b_{0};\ b_{1},\dotsc ,b_{m-1}]}
mit ganzzahligen {\displaystyle x,\ y}, dann ist {\displaystyle x,\ y} die kleinste Lösung der verallgemeinerten Pellschen Gleichung {\displaystyle x^{2}-n\cdot y^{2}={(-1)}^{m}}. Die anderen Lösungen lassen sich wie erwähnt daraus konstruieren. Auch alle weiteren
{\displaystyle {\frac {x_{k}}{y_{k}}}=[b_{0};\ b_{1},\dotsc ,b_{km-1}]}
mit {\displaystyle k\in \mathbb {N} } lösen {\displaystyle x^{2}-n\cdot y^{2}={(-1)}^{km}}.
Die negative Pellsche Gleichung {\displaystyle x^{2}-n\cdot y^{2}=-1} hat genau dann
- eine Serie von Lösungen, wenn die Kettenbruchentwicklung von {\displaystyle {\sqrt {n}}} eine ungerade Periode hat.       
  - Das sind keinesfalls Zahlen der Form {\displaystyle (k+1)^{2}-1=k^{2}+2k}, deren Kettenbruchentwicklung {\displaystyle [k;\ {\overline {1,2k}}]\;} lautet (offensichtlich Periode 2).
  - Das sind keinesfalls Zahlen der Form {\displaystyle k^{2}}, deren Kettenbruchentwicklung {\displaystyle [k]\;} lautet (offensichtlich keine bzw. Periode 0).
  - Das sind u. A. alle Zahlen der Form {\displaystyle k^{2}+1}, deren Kettenbruchentwicklung {\displaystyle [k;\ {\overline {2k}}]} lautet (offensichtlich Periode 1).
  - Das sind weiterhin die Zahlen {\displaystyle 5,\ 13,\ 29,\ 41,\ 53,\ 58,\ 61,\ 73,\ 74,\ 85,\ 89,\ 97,\ldots }
- genau die eine Lösung {\displaystyle (0,\ 1)}, wenn {\displaystyle n=1} ist, da nur die Differenz der Quadratzahlen {\displaystyle 0^{2}} und {\displaystyle 1^{2}} die Differenz {\displaystyle -1} ergibt.  ∎

| {\displaystyle {\sqrt {0}}=[0]}                               |
| {\displaystyle \color {SeaGreen}{\sqrt {1}}=[1]}              |
| {\displaystyle {\sqrt {2}}=[1;\ {\overline {\color {Red}2}}]} |
| {\displaystyle {\sqrt {3}}=[1;\ {\overline {1,2}}]}           |
| {\displaystyle {\sqrt {4}}=[2]}                               |
| {\displaystyle {\sqrt {5}}=[2;\ {\overline {\color {Red}4}}]} |
| {\displaystyle {\sqrt {6}}=[2;\ {\overline {2,4}}]}           |
| {\displaystyle {\sqrt {7}}=[2;\ {\overline {1,1,1,4}}]\;}     |
| {\displaystyle {\sqrt {8}}=[2;\ {\overline {1,4}}]}           |
| {\displaystyle {\sqrt {9}}=[3]}                               |

| {\displaystyle {\sqrt {10}}=[3;\ {\overline {\color {Red}6}}]}         |
| {\displaystyle {\sqrt {11}}=[3;\ {\overline {3,6}}]}                   |
| {\displaystyle {\sqrt {12}}=[3;\ {\overline {2,6}}]}                   |
| {\displaystyle {\sqrt {13}}=[3;\ {\overline {\color {Red}1,1,1,1,6}}]} |
| {\displaystyle {\sqrt {14}}=[3;\ {\overline {1,2,1,6}}]}               |
| {\displaystyle {\sqrt {15}}=[3;\ {\overline {1,6}}]}                   |
| {\displaystyle {\sqrt {16}}=[4]}                                       |
| {\displaystyle {\sqrt {17}}=[4;\ {\overline {\color {Red}8}}]}         |
| {\displaystyle {\sqrt {18}}=[4;\ {\overline {4,8}}]}                   |
| {\displaystyle {\sqrt {19}}=[4;\ {\overline {2,1,3,1,2,8}}]\;}         |

| {\displaystyle {\sqrt {20}}=[4;\ {\overline {2,8}}]}                    |
| {\displaystyle {\sqrt {21}}=[4;\ {\overline {1,1,2,1,1,8}}]\;}          |
| {\displaystyle {\sqrt {22}}=[4;\ {\overline {1,2,4,2,1}}]}              |
| {\displaystyle {\sqrt {23}}=[4;\ {\overline {1,3,1,8}}]}                |
| {\displaystyle {\sqrt {24}}=[4;\ {\overline {1,8}}]}                    |
| {\displaystyle {\sqrt {25}}=[5]}                                        |
| {\displaystyle {\sqrt {26}}=[5;\ {\overline {\color {Red}10}}]}         |
| {\displaystyle {\sqrt {27}}=[5;\ {\overline {5,10}}]}                   |
| {\displaystyle {\sqrt {28}}=[5;\ {\overline {3,2,3,10}}]}               |
| {\displaystyle {\sqrt {29}}=[5;\ {\overline {\color {Red}2,1,1,2,10}}]} |

| {\displaystyle {\sqrt {30}}=[5;\ {\overline {2,10}}]}             |
| {\displaystyle {\sqrt {31}}=[5;\ {\overline {1,1,3,5,3,1,1,10}}]} |
| {\displaystyle {\sqrt {32}}=[5;\ {\overline {1,1,1,10}}]}         |
| {\displaystyle {\sqrt {33}}=[5;\ {\overline {1,2,1,10}}]}         |
| {\displaystyle {\sqrt {34}}=[5;\ {\overline {1,4,1,10}}]}         |
| {\displaystyle {\sqrt {35}}=[5;\ {\overline {1,10}}]}             |
| {\displaystyle {\sqrt {36}}=[6]}                                  |
| {\displaystyle {\sqrt {37}}=[6;\ {\overline {\color {Red}12}}]}   |
| {\displaystyle {\sqrt {38}}=[6;\ {\overline {6,12}}]}             |
| {\displaystyle {\sqrt {39}}=[6;\ {\overline {4,12}}]}             |

| {\displaystyle {\sqrt {40}}=[6;\ {\overline {3,12}}]}                     |
| {\displaystyle {\sqrt {41}}=[6;\ {\overline {\color {Red}2,2,12}}]}       |
| {\displaystyle {\sqrt {42}}=[6;\ {\overline {2,12}}]}                     |
| {\displaystyle {\sqrt {43}}=[6;\ {\overline {1,1,3,1,5,1,3,1,1,12}}]\;}   |
| {\displaystyle {\sqrt {44}}=[6;\ {\overline {1,1,1,2,1,1,1}}]}            |
| {\displaystyle {\sqrt {45}}=[6;\ {\overline {1,2,2,2,1,12}}]}             |
| {\displaystyle {\sqrt {46}}=[6;\ {\overline {1,3,1,1,2,6,2,1,1,3,1,12}}]} |
| {\displaystyle {\sqrt {47}}=[6;\ {\overline {1,5,1,12}}]}                 |
| {\displaystyle {\sqrt {48}}=[6;\ {\overline {1,12}}]}                     |
| {\displaystyle {\sqrt {49}}=[7]}                                          |

| {\displaystyle {\sqrt {50}}=[7;\ \color {Red}{\overline {14}}]}             |
| {\displaystyle {\sqrt {51}}=[7;\ {\overline {7,14}}]}                       |
| {\displaystyle {\sqrt {52}}=[7;\ {\overline {4,1,2,1,4,14}}]}               |
| {\displaystyle {\sqrt {53}}=[7;\ \color {Red}{\overline {3,1,1,3,14}}]\;}   |
| {\displaystyle {\sqrt {54}}=[7;\ {\overline {2,1,6,1,2,14}}]}               |
| {\displaystyle {\sqrt {55}}=[7;\ {\overline {2,2,2,14}}]}                   |
| {\displaystyle {\sqrt {56}}=[7;\ {\overline {2,14}}]}                       |
| {\displaystyle {\sqrt {57}}=[7;\ {\overline {1,1,4,1,1,14}}]}               |
| {\displaystyle {\sqrt {58}}=[7;\ \color {Red}{\overline {1,1,1,1,1,1,14}}]} |
| {\displaystyle {\sqrt {59}}=[7;\ {\overline {1,2,7,2,1,14}}]}               |

Das ist für 1, 2, 5, 10, 13, 17, 26, 29, 37, 41, 50, 53, 58, 61, 65, 73, 74, 82, 85, 89, 97, ... der Fall (siehe Folge A031396 in OEIS, außer die 1).
Eine notwendige, aber nicht hinreichende Bedingung (z. B. {\displaystyle 34=5^{2}+3^{2}} hat keine Lösung) dafür ist, dass {\displaystyle n} die Summe von zwei Quadratzahlen ist.

#### Beispiel für die Lösung mittels Kettenbruchentwicklung
Wir wollen die Gleichung
{\displaystyle x^{2}-13\cdot y^{2}=+1}
lösen, d. h. {\displaystyle x^{2}-n\cdot y^{2}=+1\,} für {\displaystyle n=13}.
All erstes benötigen wir die Kettenbruchentwicklung für {\displaystyle {\sqrt {n}}\,}. Diese berechnet sich durch rekursives Anwenden folgender Schritte:
- Berechnung von {\displaystyle a_{k}}: Dies ist der Wert, den wir zur genauen Darstellung von {\displaystyle {\sqrt {n}}} durch einen hier abgebrochenen Kettenbruch benötigen würden.

Im ersten Schritt ist {\displaystyle a_{0}} der Ausgangsterm {\displaystyle {\sqrt {n}}}, in den folgenden ist {\displaystyle a_{k}} der Restterm {\displaystyle {\tfrac {1}{x_{k-1}}}}.
Der Nenner der Form {\displaystyle {\sqrt {r}}-s} wird durch Multiplikation mit der konjugierten Wurzel {\displaystyle {\sqrt {r}}+s} ganzzahlig gemacht, anschließend wird, wenn möglich, gekürzt.
- Berechnung von {\displaystyle b_{k}}: Dies ist der ganzzahlige Teil (Vorkommastellen) von {\displaystyle a_{k}}. Durch Einsetzen von {\displaystyle \lfloor {\sqrt {n}}\rfloor } für {\displaystyle {\sqrt {n}}} kann man das Abrunden von {\displaystyle a_{k}} unter Umgehung von irrationalen Zahlen durchführen.
- Berechnung von {\displaystyle x_{k}}: Dies ist der Rest (Nachkommastellen) von {\displaystyle a_{k}} und berechnet sich zu {\displaystyle x_{k}=a_{k}-b_{k}}.

Erhalten wir hierbei ein schon mal vorgekommenes {\displaystyle x_{j}}, können wird die Entwicklung hier abbrechen, die Kettenbruchentwicklung ist ab hier periodisch.
- Die Kettenbruchentwicklung entsteht aus den Werten für {\displaystyle b} und lautet {\displaystyle [b_{0};\ b_{1},b_{2},b_{3},b_{4},b_{5},\ldots ]}.
- Die Rechnung verläuft dann so:

{\displaystyle {\begin{array}{llllll}a_{0}={\sqrt {n}}={\sqrt {13}}=&={\frac {{\sqrt {13}}+0}{1}}&=3{,}60\ldots ,&b_{0}=\lfloor a_{0}\rfloor =\left\lfloor {\tfrac {3+0}{1}}\right\rfloor =\mathbf {3} ,&x_{0}=a_{0}-b_{0}={\frac {{\sqrt {13}}+0}{1}}-3&={\frac {{\sqrt {13}}-3}{1}}\\a_{1}={\frac {1}{x_{0}}}={\frac {1}{{\sqrt {13}}-3}}={\frac {{\sqrt {13}}+3}{({\sqrt {13}}-3)({\sqrt {13}}+3)}}&={\frac {{\sqrt {13}}+3}{4}}&=1{,}65\ldots ,&b_{1}=\lfloor a_{1}\rfloor =\left\lfloor {\tfrac {3+3}{4}}\right\rfloor =\mathbf {1} ,&x_{1}=a_{1}-b_{1}={\frac {{\sqrt {13}}+3}{4}}-1&={\frac {{\sqrt {13}}-1}{4}}\\a_{2}={\frac {1}{x_{1}}}={\frac {4}{{\sqrt {13}}-1}}={\frac {4({\sqrt {13}}+1)}{({\sqrt {13}}-1)({\sqrt {13}}+1)}}={\frac {4({\sqrt {13}}+1)}{12}}&={\frac {{\sqrt {13}}+1}{3}}&=1{,}53\ldots ,&b_{2}=\lfloor a_{2}\rfloor =\left\lfloor {\tfrac {3+1}{3}}\right\rfloor =\mathbf {1} ,&x_{2}=a_{2}-b_{2}={\frac {{\sqrt {13}}+1}{3}}-1&={\frac {{\sqrt {13}}-2}{3}}\\a_{3}={\frac {1}{x_{2}}}={\frac {3}{{\sqrt {13}}-2}}={\frac {3({\sqrt {13}}+2)}{({\sqrt {13}}-2)({\sqrt {13}}+2)}}={\frac {3({\sqrt {13}}+2)}{9}}&={\frac {{\sqrt {13}}+2}{3}}&=1{,}86\ldots ,&b_{3}=\lfloor a_{3}\rfloor =\left\lfloor {\tfrac {3+2}{3}}\right\rfloor =\mathbf {1} ,&x_{3}=a_{3}-b_{3}={\frac {{\sqrt {13}}+2}{3}}-1&={\frac {{\sqrt {13}}-1}{3}}\\a_{4}={\frac {1}{x_{3}}}={\frac {3}{{\sqrt {13}}-1}}={\frac {3({\sqrt {13}}+1)}{({\sqrt {13}}-1)({\sqrt {13}}+1)}}={\frac {3({\sqrt {13}}+1)}{12}}&={\frac {{\sqrt {13}}+1}{4}}&=1{,}15\ldots ,&b_{4}=\lfloor a_{4}\rfloor =\left\lfloor {\tfrac {3+1}{4}}\right\rfloor =\mathbf {1} ,&x_{4}=a_{4}-b_{4}={\frac {{\sqrt {13}}+1}{4}}-1&={\frac {{\sqrt {13}}-3}{4}}\\a_{5}={\frac {1}{x_{4}}}={\frac {4}{{\sqrt {13}}-3}}={\frac {4({\sqrt {13}}+3)}{({\sqrt {13}}-3)({\sqrt {13}}+3)}}={\frac {4({\sqrt {13}}+3)}{4}}&={\frac {{\sqrt {13}}+3}{1}}&=6{,}60\ldots ,&b_{5}=\lfloor a_{5}\rfloor =\left\lfloor {\tfrac {3+3}{1}}\right\rfloor =\mathbf {6} ,&x_{5}=a_{5}-b_{5}={\frac {{\sqrt {13}}+3}{1}}-6&=\underbrace {\frac {{\sqrt {13}}-3}{1}} _{=\;x_{0}}\\a_{6}={\frac {1}{x_{5}}}={\frac {1}{x_{0}}}=a_{1}&&&b_{6}=\lfloor a_{1}\rfloor =\qquad \qquad \mathbf {1} ,&x_{6}=a_{6}-b_{6}=\quad a_{1}-b_{1}&=x_{1}\\\ldots \end{array}}}
Da {\displaystyle x_{5}=x_{0}} ist, wiederholen sich ab hier die Werte periodisch und wir können die Entwicklung abbrechen.
Die Kettenbruchentwicklung für {\displaystyle {\sqrt {13}}} ist daher
{\displaystyle {\sqrt {13}}\;=\;[3;\ 1,1,1,1,6,1,1,1,1,6,\ldots ]\;=\;[3;\ {\overline {1,1,1,1,6}}]}
und hat die Periode {\displaystyle l=5}.
Die Näherungsbrüche der Kettenbruchentwicklung erhalten wir durch Einsetzen der Kettenbruchentwicklung in die Bildungsvorschrift. Die Näherungsbrüche bei Abbruch nach {\displaystyle k} Stellen lauten:
{\displaystyle {\sqrt {13}}\;\approx \;\mathbf {3} ,\ \mathbf {3} +{\tfrac {1}{\mathbf {1} }},\ \mathbf {3} +{\tfrac {1}{\mathbf {1} +{\tfrac {1}{\mathbf {1} }}}},\ \mathbf {3} +{\tfrac {1}{\mathbf {1} +{\tfrac {1}{\mathbf {1} +{\tfrac {1}{\mathbf {1} }}}}}},\ \mathbf {3} +{\tfrac {1}{\mathbf {1} +{\tfrac {1}{\mathbf {1} +{\tfrac {1}{\mathbf {1} +{\tfrac {1}{\mathbf {1} }}}}}}}},\ \mathbf {3} +{\tfrac {1}{\mathbf {1} +{\tfrac {1}{\mathbf {1} +{\tfrac {1}{\mathbf {1} +{\tfrac {1}{\mathbf {1} +{\tfrac {1}{\mathbf {6} }}}}}}}}}},\ \ldots }
Nach Umwandlung in gewöhnliche Brüche interessieren jetzt die Werte nach Abbruch nach einem ganzzahligen Vielfachen von {\displaystyle l}:
{\displaystyle {\sqrt {13}}\;\approx \;\underbrace {{{} \atop {}}0,} _{k=0}{\frac {3}{1}},\ {\frac {4}{1}},\ {\frac {7}{2}},\ {\frac {11}{3}},\underbrace {\ {\frac {18}{5}},} _{k=5=l}\ {\frac {119}{33}},\ {\frac {137}{38}},\ {\frac {256}{71}},\ {\frac {393}{109}},\underbrace {\ {\frac {649}{180}},} _{k=10=2l}\ {\frac {4287}{1189}},\ {\frac {4936}{1369}},\ {\frac {9223}{2558}},\ {\frac {14159}{3927}},\ \underbrace {\frac {23382}{6485}} _{k=15=2l},\ {\frac {154451}{42837}},\ {\frac {177833}{49322}},\ \dots }
und findet an den Stellen {\displaystyle k=0}, {\displaystyle \;k=5}, {\displaystyle \;k=10} und {\displaystyle k=15\,}
| {\displaystyle x_{0}}      | {\displaystyle =} | {\displaystyle 1,}       | {\displaystyle y_{0}}      | {\displaystyle =} | {\displaystyle 0}      | die Triviallösung von {\displaystyle x^{2}-13\cdot y^{2}=+1}                                   |
| {\displaystyle x_{1,(-1)}} | {\displaystyle =} | {\displaystyle 18,}      | {\displaystyle y_{1,(-1)}} | {\displaystyle =} | {\displaystyle 5}      | die erste Lösung der negierten Pellschen Gleichung {\displaystyle x^{2}-13\cdot y^{2}=-1}      |
| {\displaystyle x_{1}}      | {\displaystyle =} | {\displaystyle 649,}     | {\displaystyle y_{0}}      | {\displaystyle =} | {\displaystyle 180}    | die erste (nicht triviale) Lösung von {\displaystyle x^{2}-13\cdot y^{2}=+1}                   |
| {\displaystyle x_{2,(-1)}} | {\displaystyle =} | {\displaystyle 23382,\;} | {\displaystyle y_{2,(-1)}} | {\displaystyle =} | {\displaystyle 6485\;} | die zweite Lösung der negierten Pellschen Gleichung von {\displaystyle x^{2}-13\cdot y^{2}=-1} |
Weiter stellt man fest, dass für {\displaystyle n=13} jedes Element der abgebrochenen Kettenbruchentwicklung der Länge {\displaystyle k=5l,\ l\in \mathbb {N} } eine Lösung einer Pellschen Gleichung mit rechter Seite {\displaystyle d=\pm 1} ist.
Die Näherungsbrüche dazwischen stellen einige (aber nicht alle!) Lösungen der verallgemeinerten Pellschen Gleichung mit rechter Seite {\displaystyle d=\pm 3} und {\displaystyle \pm 4} dar.
| k                 | 1                              | 2                              | 3                              | 4                               | 5                               | 6                                 | 7                                 | 8                                 | 9                                  | 10                                 | 11                                   | 12                                   | 13                                   | 14                                    | 15                                    | 16                                      | 17                                      |
| ----------------- | ------------------------------ | ------------------------------ | ------------------------------ | ------------------------------- | ------------------------------- | --------------------------------- | --------------------------------- | --------------------------------- | ---------------------------------- | ---------------------------------- | ------------------------------------ | ------------------------------------ | ------------------------------------ | ------------------------------------- | ------------------------------------- | --------------------------------------- | --------------------------------------- |
| Bruch bzw. (x, y) | {\displaystyle {\frac {3}{1}}} | {\displaystyle {\frac {4}{1}}} | {\displaystyle {\frac {7}{2}}} | {\displaystyle {\frac {11}{3}}} | {\displaystyle {\frac {18}{5}}} | {\displaystyle {\frac {119}{33}}} | {\displaystyle {\frac {137}{38}}} | {\displaystyle {\frac {256}{71}}} | {\displaystyle {\frac {393}{109}}} | {\displaystyle {\frac {649}{180}}} | {\displaystyle {\frac {4287}{1189}}} | {\displaystyle {\frac {4936}{1369}}} | {\displaystyle {\frac {9223}{2558}}} | {\displaystyle {\frac {14159}{3927}}} | {\displaystyle {\frac {23382}{6485}}} | {\displaystyle {\frac {154451}{42837}}} | {\displaystyle {\frac {177833}{49322}}} |
| Lösung für d =    | (x₀, y₀) −4                    | (x₀, y₀) +3                    | (x₀, y₀) −3                    | (x₀, y₀) +4                     | (x₀, y₀) −1                     | (x₁, y₁) +4                       | (x₁, y₁) −3                       | (x₁, y₁) +3                       | (x₂, y₂) −4                        | (x₀, y₀) +1                        | (x₃, y₃) −4                          | (x₂, y₂) +3                          | (x₃, y₃) −3                          | (x₄, y₄) +4                           | (x₁, y₁) −1                           | (x₅, y₅) +4                             | (x₄, y₄) −3                             |

```
#include
 
<stdio.h>

#include
 
<stdarg.h>

#include
 
<cmath>

#include
 
<vector>

#include
 
<cstdint>

#include
 
<stdexcept>

#include
 
<utility>

using
 
namespace
 
std
;

using
 
i64
 
=
 
int64_t
;

using
 
u64
 
=
 
uint64_t
;

static
 
void
 
log
 
(
const
 
char
*
 
format
,
 
...)

{

    
if
 
(
1
)

    
{

        
va_list
  
args
;

        
va_start
(
args
,
 
format
);

        
vprintf
 
(
format
,
 
args
);

        
va_end
  
(
args
);

    
}

}

vector
<
u64
>
 
const
 
Fahrradkettenbruch
 
(
u64
 
const
 
n
)

{

    
log
 
(
"Kettenbruch-Entwicklung von sqrt %llu
\n\n
"
,
 
n
);

    
u64
 
const
   
b0
 
=
 
(
u64
)
sqrt
(
n
);

    
u64
         
b
  
=
 
b0
;

    
u64
         
m
  
=
 
0
;

    
u64
         
d
  
=
 
1
;

    
vector
<
u64
>
 
cfs
;

    
cfs
.
push_back
 
(
b
);

    
log
 
(
"  b%-2d =%3lld = (sqrt %lld +%4lld) / %lld
\n
"
,
 
0
,
 
b
,
 
n
,
 
m
,
 
d
);

    
for
 
(
int
 
i
 
=
 
1
;
 
;
 
i
++
)

    
{

        
m
 
=
 
d
 
*
 
b
 
-
 
m
;

        
d
 
=
 
(
n
 
-
 
m
 
*
 
m
)
 
/
 
d
;

        
if
 
(
d
 
==
 
0
)

            
break
;
           
// Abbruch, falls d = 0 (n ist ein Quadrat)

        
b
 
=
 
(
b0
 
+
 
m
)
 
/
 
d
;

        
cfs
.
push_back
 
(
b
);

        
log
 
(
"  b%-2d =%3lld = (sqrt %lld +%4lld) / %lld
\n
"
,
 
i
,
 
b
,
 
n
,
 
m
,
 
d
);

        
if
 
(
b
 
==
 
2
*
b0
)
 
break
;
  
// Periodenende erkennen

    
}

    
return
 
cfs
;

}

pair
 
<
u64
,
 
u64
>
 
SolvePell
 
(
u64
 
const
 
n
,
 
i64
 
const
 
d
)
  
// Funktion zur Berechnung der Lösung der Pellschen Gleichung

{

    
auto
 
cfs
 
=
 
Fahrradkettenbruch
 
(
n
);

    
u64
  
p0
  
=
 
1
     
,
 
q0
 
=
 
0
;

    
u64
  
p1
  
=
 
cfs
[
0
],
 
q1
 
=
 
1
;

    
log
 
(
"
\n
Berechnung der Naeherungsbrueche
\n
"
);

    
log
 
(
                
"  p%-2d = %lld
\n
  q%-2d = %lld
\n\n
"
,
            
0
,
 
p0
,
 
0
,
 
q0
);

    
log
 
(
"  b%-2d = %lld
\n
  p%-2d = %lld
\n
  q%-2d = %lld
\n\n
"
,
 
0
,
 
cfs
[
0
],
 
1
,
 
p1
,
 
1
,
 
q1
);

    
for
 
(
int
 
i
 
=
 
1
;
 
;
 
i
++
)

    
{

        
u64
 
const
 
b
 
=
 
cfs
 
[(
i
-1
)
 
%
 
(
cfs
.
size
()
-1
)
 
+
 
1
];

        
u64
 
const
 
p
 
=
 
b
*
p1
 
+
 
p0
;

        
u64
 
const
 
q
 
=
 
b
*
q1
 
+
 
q0
;

        
if
 
(
1.0
*
b
*
p1
 
+
 
p0
 
>
 
0xFFFFFFFFFFFFFFFF
 
||
 
1.0
*
b
*
q1
 
+
 
q0
 
>
 
0xFFFFFFFFFFFFFFFF
)

        
{

            
log
 
(
"
\n\n
Overflow u64
\n
"
);

            
return
 
{
 
0
,
 
0
 
};

        
}

        
log
 
(
"  b%-2d = %lld
\n
  p%-2d = %lld*%lld + %lld = %lld
\n
  q%-2d = %lld*%lld + %lld = %lld
\n
"
,
 
i
,
 
b
,
 
i
,
 
b
,
 
p1
,
 
p0
,
 
p
,
 
i
,
 
b
,
 
q1
,
 
q0
,
 
q
);

        
p0
 
=
 
p1
;

        
q0
 
=
 
q1
;

        
p1
 
=
 
p
;

        
q1
 
=
 
q
;

        
i64
 
const
 
dd
 
=
 
p1
 
*
 
p1
 
-
 
n
 
*
 
q1
 
*
 
q1
;

        
log
 
(
"    -->%+4lld = %llu^2 - %llu * %llu^2
\n
"
,
 
dd
,
 
p1
,
 
n
,
 
q1
);

        
if
 
(
dd
 
==
 
d
)
 
return
 
{
 
p1
,
 
q1
 
};

    
}

}

void
 
SolveAndPrint
 
(
u64
 
const
 
n
,
 
i64
 
const
 
d
)

{

    
log
 
(
"
\n
=== Berechnung fuer x^2 - %llu y^2 = %lld ===
\n
"
,
 
n
,
 
d
);

    
auto
 
const
 
[
x
,
 
y
]
 
=
 
SolvePell
 
(
n
,
 
d
);

    
if
 
(
d
 
==
 
x
*
x
 
-
 
n
 
*
 
y
*
y
)

        
printf
 
(
"
\n
Die kleinste Loesung der Pellschen Gleichung x^2 - %lld y^2 = %+lld ist
\n
"

                
"  x = %llu
\n
  y = %llu
\n
"
,
 
n
,
 
d
,
 
x
,
 
y
);

}

int
 
main
 
(
int
 
argc
,
 
char
**
 
argv
)

{

    
SolveAndPrint
 
(
argc
 
<
 
2
 
?
 
13
 
:
 
::
atoll
 
(
argv
[
1
]),
   
// n, default ist 13

                   
argc
 
<
 
3
 
?
 
+
1
 
:
 
::
atoll
 
(
argv
[
2
]));
  
// d, default ist +1

    
return
 
0
;

}

```

### Generieren weiterer Lösungen
Ist die kleinste nichttriviale Lösung {\displaystyle (x_{0},\ y_{0})} bekannt, so lassen sich daraus alle weiteren nichttrivialen Lösungen bestimmen.
Die dahinterliegende Bildungsvorschrift (zum Beweis) lautet:
{\displaystyle c_{k}=x_{k}+y_{k}\cdot {\sqrt {n}}\ =\ (x_{0}+y_{0}\cdot {\sqrt {n}})^{k}}.
Zum einen besteht, da die rechte Seite eine Potenz ist, die Möglichkeit einer rekursiven Bildungsvorschrift über {\displaystyle z^{k+1}=z^{k}\cdot z^{1}}, was
{\displaystyle {\begin{array}{rcl}x_{k+1}+y_{k+1}\cdot {\sqrt {n}}&=&(x_{k}+y_{k}\cdot {\sqrt {n}})\cdot (x_{0}+y_{0}\cdot {\sqrt {n}})\\x_{k+1}+y_{k+1}\cdot {\sqrt {n}}&=&(x_{0}\cdot x_{k}+{\sqrt {n}}\cdot {\sqrt {n}}\cdot y_{0}\cdot y_{k})\ +\ (y_{0}\cdot x_{k}+x_{0}\cdot y_{k})\cdot {\sqrt {n}}\\&=&(x_{0}\cdot x_{k}+n\cdot y_{0}\cdot y_{k})\ +\ (y_{0}\cdot x_{k}+x_{0}\cdot y_{k})\cdot {\sqrt {n}}\end{array}}}
ergibt und sich durch Koeffizientenvergleich in die zwei Gleichungen aufspalten lässt:
{\displaystyle {\begin{array}{rcl}x_{k+1}&=&x_{0}\cdot x_{k}\ +\ n\cdot y_{0}\cdot y_{k}\\y_{k+1}&=&y_{0}\cdot x_{k}\ +\ \;\;x_{0}\;\;\ \cdot y_{k}\\\end{array}}}
auch darstellbar als Matrizenmultiplikation
{\displaystyle {\begin{pmatrix}x_{k+1}\\y_{k+1}\\\end{pmatrix}}={\begin{pmatrix}x_{0}&n\cdot y_{0}\\y_{0}&x_{0}\\\end{pmatrix}}\cdot {\begin{pmatrix}x_{k}\\y_{k}\\\end{pmatrix}}}.
Die Lösungen können auch explizit mit folgenden Formeln berechnet werden:
{\displaystyle {\begin{aligned}x_{k}={\frac {1}{2}}\qquad \!&\cdot {\Big (}(x_{0}\!+\!y_{0}\!\cdot \!{\sqrt {n}})^{k}\ +\ (x_{0}\!-\!y_{0}\!\cdot \!{\sqrt {n}})^{k}{\Big )}\\y_{k}={\frac {1}{2\!\cdot \!{\sqrt {n}}}}&\cdot {\Big (}(x_{0}\!+\!y_{0}\!\cdot \!{\sqrt {n}})^{k}\ -\ (x_{0}\!-\!y_{0}\!\cdot \!{\sqrt {n}})^{k}{\Big )}\\\end{aligned}}}
Hierbei wird für die Separation der Fundamentaleinheit {\displaystyle \varepsilon =x+y\cdot {\sqrt {n}}\ } folgendes ausgenutzt:
- Der erste Term in der großen Klammer sammelt alle ganzzahligen Koeffizienten zweimal auf, die Vielfachen von {\displaystyle {\sqrt {n}}} kürzen sich raus,

der zweite Term in der großen Klammer sammelt alle Vielfachen von {\displaystyle {\sqrt {n}}} zweimal auf, die ganzzahligen kürzen sich raus.
- {\displaystyle x_{k}+y_{k}\cdot {\sqrt {n}}\;} ergibt wieder {\displaystyle \;c_{k}=(x_{0}+y_{0}\cdot {\sqrt {n}})^{k}}:

 Aussage 1
Betrachten wir hierzu erst einmal die beiden je zweimal vorkommenden Terme:
{\displaystyle c_{k}=(x_{0}\!+\!y_{0}\!\cdot \!{\sqrt {n}})^{k}=\sum _{i=0}^{k}{\binom {k}{i}}x_{0}^{k-i}\cdot (+y_{0}\!\cdot \!{\sqrt {n}})^{i}=\!\!\!\sum _{i=0 \atop i{\text{   gerade}}}^{k}\!\!{\binom {k}{i}}x_{0}^{k-i}\cdot (+y_{0}\!\cdot \!{\sqrt {n}})^{i}+\!\!\!\!\sum _{i=0 \atop i{\text{ ungerade}}}^{k}\!\!\!{\binom {k}{i}}x_{0}^{k-i}\cdot (+y_{0}\!\cdot \!{\sqrt {n}})^{i}=\!\!\!\sum _{i=0 \atop i{\text{   gerade}}}^{k}\!\!{\binom {k}{i}}x_{0}^{k-i}\cdot y_{0}^{i}\cdot n^{\frac {i}{2}}+{\sqrt {n}}\cdot \!\!\!\!\sum _{i=0 \atop i{\text{ ungerade}}}^{k}\!\!\!{\binom {k}{i}}x_{0}^{k-i}\cdot y_{0}^{i}\cdot n^{\frac {i-1}{2}}}
{\displaystyle d_{k}=(x_{0}\!-\!y_{0}\!\cdot \!{\sqrt {n}})^{k}=\sum _{i=0}^{k}{\binom {k}{i}}x_{0}^{k-i}\cdot (-y_{0}\!\cdot \!{\sqrt {n}})^{i}=\!\!\!\sum _{i=0 \atop i{\text{   gerade}}}^{k}\!\!{\binom {k}{i}}x_{0}^{k-i}\cdot (+y_{0}\!\cdot \!{\sqrt {n}})^{i}+\!\!\!\!\sum _{i=0 \atop i{\text{ ungerade}}}^{k}\!\!{\binom {k}{i}}x_{0}^{k-i}\cdot (-y_{0}\!\cdot \!{\sqrt {n}})^{i}=\!\!\!\underbrace {\sum _{i=0 \atop i{\text{   gerade}}}^{k}\!\!\!{\binom {k}{i}}x_{0}^{k-i}\cdot y_{0}^{i}\cdot n^{\frac {i}{2}}} _{i{\text{ gerade, }}{\frac {i}{2}}{\text{ganzzahlig}}}-{\sqrt {n}}\cdot \!\!\!\!\underbrace {\sum _{i=0 \atop i{\text{ ungerade}}}^{k}\!\!\!{\binom {k}{i}}x_{0}^{k-i}\cdot y_{0}^{i}\cdot n^{\frac {i-1}{2}}} _{i{\text{ ungerade, }}{\frac {i-1}{2}}{\text{ganzzahlig}}}}
Die unterklammerten Ausdrücke sind ganzzahlig, da sie aus Summen von Produkten des Binomialkoeffizienten {\displaystyle {\big (}\!{\scriptscriptstyle {k \atop i}}\!{\big )}} mit ganzzahlig nichtnegativen Potenzen {\displaystyle k-i}, {\displaystyle i} und {\displaystyle {\tfrac {i}{2}}} bzw. {\displaystyle {\tfrac {i-1}{2}}} der ganzzahligen Variablen {\displaystyle x}, {\displaystyle y} und {\displaystyle n} bestehen.
{\displaystyle c_{k}+d_{k}={\sum _{i=0 \atop i{\text{   gerade}}}^{k}\!\!{\binom {k}{i}}x_{0}^{k-i}\cdot y_{0}^{i}\cdot n^{\frac {i}{2}}}{\color {gray}{\xcancel {+{\sqrt {n}}\cdot \!\!\!\!\sum _{i=0 \atop i{\text{ ungerade}}}^{k}\!\!\!{\binom {k}{i}}x_{0}^{k-i}\cdot y_{0}^{i}\cdot n^{\frac {i-1}{2}}}}}+{\sum _{i=0 \atop i{\text{   gerade}}}^{k}\!\!{\binom {k}{i}}x_{0}^{k-i}\cdot y_{0}^{i}\cdot n^{\frac {i}{2}}}{\color {gray}{\xcancel {-{\sqrt {n}}\cdot \!\!\!\!\sum _{i=0 \atop i{\text{ ungerade}}}^{k}\!\!\!{\binom {k}{i}}x_{0}^{k-i}\cdot y_{0}^{i}\cdot n^{\frac {i-1}{2}}}}}=2\cdot \sum _{i=0 \atop i{\text{   gerade}}}^{k}\!\!{\binom {k}{i}}x_{0}^{k-i}\cdot y_{0}^{i}\cdot n^{\frac {i}{2}}}
{\displaystyle c_{k}-d_{k}={\color {gray}{\xcancel {\sum _{i=0 \atop i{\text{   gerade}}}^{k}\!\!{\binom {k}{i}}x_{0}^{k-i}\cdot y_{0}^{i}\cdot n^{\frac {i}{2}}}}}+{{\sqrt {n}}\cdot \!\!\!\!\sum _{i=0 \atop i{\text{ ungerade}}}^{k}\!\!\!{\binom {k}{i}}x_{0}^{k-i}\cdot y_{0}^{i}\cdot n^{\frac {i-1}{2}}}{\color {gray}{\xcancel {-\sum _{i=0 \atop i{\text{   gerade}}}^{k}\!\!{\binom {k}{i}}x_{0}^{k-i}\cdot y_{0}^{i}\cdot n^{\frac {i}{2}}}}}+{{\sqrt {n}}\cdot \!\!\!\!\sum _{i=0 \atop i{\text{ ungerade}}}^{k}\!\!\!{\binom {k}{i}}x_{0}^{k-i}\cdot y_{0}^{i}\cdot n^{\frac {i-1}{2}}}=2\cdot {{\sqrt {n}}\cdot \!\!\!\!\sum _{i=0 \atop i{\text{ ungerade}}}^{k}\!\!\!{\binom {k}{i}}x_{0}^{k-i}\cdot y_{0}^{i}\cdot n^{\frac {i-1}{2}}}}
{\displaystyle {\begin{aligned}x_{k}=\qquad {\frac {1}{2}}(c_{k}+d_{k})&=\sum _{i=0 \atop i{\text{   gerade}}}^{k}\!\!{\binom {k}{i}}x_{0}^{k-i}\cdot y_{0}^{i}\cdot n^{\frac {i}{2}}\\y_{k}={\frac {1}{2\!\cdot \!{\sqrt {n}}}}(c_{k}-d_{k})&=\!\!\sum _{i=0 \atop i{\text{ ungerade}}}^{k}\!\!\!\!{\binom {k}{i}}x_{0}^{k-i}\cdot y_{0}^{i}\cdot n^{\frac {i-1}{2}}\\\end{aligned}}}
Wie man sieht, sind die letzten beiden Ausdrücke ganzzahlig.
 Aussage 2
{\displaystyle {\begin{aligned}c_{k}&={\frac {1}{2}}\cdot {\Big (}(x_{0}\!+\!y_{0}\!\cdot \!{\sqrt {n}})^{k}\ +\ (x_{0}\!-\!y_{0}\!\cdot \!{\sqrt {n}})^{k}{\Big )}\;+\;{\frac {1}{2\!\cdot \!{\sqrt {n}}}}\cdot {\Big (}(x_{0}\!+\!y_{0}\!\cdot \!{\sqrt {n}})^{k}\ -\ (x_{0}\!-\!y_{0}\!\cdot \!{\sqrt {n}})^{k}{\Big )}\cdot {\sqrt {n}}\\&={\frac {1}{2}}\cdot (x_{0}\!+\!y_{0}\!\cdot \!{\sqrt {n}})^{k}\;{\color {gray}{\xcancel {+{\frac {1}{2}}\cdot (x_{0}\!-\!y_{0}\!\cdot \!{\sqrt {n}})^{k}}}}\;+\;{\frac {1}{2}}\cdot (x_{0}\!+\!y_{0}\!\cdot \!{\sqrt {n}})^{k}\;{\color {gray}{\xcancel {-{\frac {1}{2}}\cdot (x_{0}\!-\!y_{0}\!\cdot \!{\sqrt {n}})^{k}}}}\\&=(x_{0}\!+\!y_{0}\cdot {\sqrt {n}})^{k}\end{aligned}}}
Zusammengesetzt {\displaystyle \,x_{k}+y_{k}{\sqrt {n}}\,} ergeben diese beiden ganzzahligen Werte wieder {\displaystyle c_{k}}.

#### Beispiele
Die Pellsche Gleichung für {\displaystyle n=3} hat die kleinste nichttriviale Lösung {\displaystyle (x_{0}=2,\ y_{0}=1)}.
Die sich ergebende Transformationsmatrix lautet
{\displaystyle M={\begin{pmatrix}x_{0}&n\cdot y_{0}\\y_{0}&x_{0}\\\end{pmatrix}}={\begin{pmatrix}2&3\\1&2\\\end{pmatrix}}}.
Die nächsten fünf Lösungen berechnen sich dann wie folgt:
{\displaystyle {\begin{pmatrix}x_{1}\\y_{1}\\\end{pmatrix}}=M\cdot {\begin{pmatrix}x_{0}\\y_{0}\\\end{pmatrix}}={\begin{pmatrix}2&3\\1&2\\\end{pmatrix}}\cdot {\begin{pmatrix}\ \ 2\ \ \\\ \ 1\ \ \\\end{pmatrix}}={\begin{pmatrix}\ \ 7\ \ \\\ \ 4\ \ \\\end{pmatrix}}}
{\displaystyle {\begin{pmatrix}x_{2}\\y_{2}\\\end{pmatrix}}=M\cdot {\begin{pmatrix}x_{1}\\y_{1}\\\end{pmatrix}}={\begin{pmatrix}2&3\\1&2\\\end{pmatrix}}\cdot {\begin{pmatrix}\ \ 7\ \ \\\ \ 4\ \ \\\end{pmatrix}}={\begin{pmatrix}\ 26\ \\\ 15\ \\\end{pmatrix}}}
{\displaystyle {\begin{pmatrix}x_{3}\\y_{3}\\\end{pmatrix}}=M\cdot {\begin{pmatrix}x_{2}\\y_{2}\\\end{pmatrix}}={\begin{pmatrix}2&3\\1&2\\\end{pmatrix}}\cdot {\begin{pmatrix}\ 26\ \\\ 15\ \\\end{pmatrix}}={\begin{pmatrix}\ 97\ \\\ 56\ \\\end{pmatrix}}}
{\displaystyle {\begin{pmatrix}x_{4}\\y_{4}\\\end{pmatrix}}=M\cdot {\begin{pmatrix}x_{3}\\y_{3}\\\end{pmatrix}}={\begin{pmatrix}2&3\\1&2\\\end{pmatrix}}\cdot {\begin{pmatrix}\ 97\ \\\ 56\ \\\end{pmatrix}}={\begin{pmatrix}362\\209\\\end{pmatrix}}}
{\displaystyle {\begin{pmatrix}x_{5}\\y_{5}\\\end{pmatrix}}=M\cdot {\begin{pmatrix}x_{4}\\y_{4}\\\end{pmatrix}}={\begin{pmatrix}2&3\\1&2\\\end{pmatrix}}\cdot {\begin{pmatrix}362\\209\\\end{pmatrix}}={\begin{pmatrix}\!1351\!\\780\\\end{pmatrix}}}
Man erhält die Folge aller nichttrivialen Lösungen.
Startet man fälschlicherweise mit der (allgemeiner: einer) trivialen Lösung {\displaystyle (x'=1,\ y'=0)}, ist die Transformationsmatrix die Einheitsmatrix
{\displaystyle M={\begin{pmatrix}x'&n\cdot y'\\y'&x'\\\end{pmatrix}}={\begin{pmatrix}1&0\\0&1\\\end{pmatrix}}=\;\mathbf {I} }
und liefert keine neuen Lösungen.
Startet man hingegen fälschlicherweise  mit der zweiten nichttrivialen Lösung, die hier mal mit {\displaystyle (x_{0}^{*}=7,\ y_{0}^{*}=4)} bezeichnet wird, erhält man als Matrix:
{\displaystyle M={\begin{pmatrix}x_{0}^{*}&n\cdot y_{0}^{*}\\y_{0}^{*}&x_{0}^{*}\\\end{pmatrix}}={\begin{pmatrix}7&12\\4&\ 7\\\end{pmatrix}}}
Die nächsten zwei Lösungen berechnen sich dann wie folgt:
{\displaystyle {\begin{pmatrix}x_{1}^{*}\\y_{1}^{*}\\\end{pmatrix}}=M\cdot {\begin{pmatrix}x_{0}^{*}\\y_{0}^{*}\\\end{pmatrix}}={\begin{pmatrix}7&12\\4&\ 7\\\end{pmatrix}}\cdot {\begin{pmatrix}\ 7\ \\\ 4\ \\\end{pmatrix}}={\begin{pmatrix}\ 97\ \\\ 56\ \\\end{pmatrix}}}
{\displaystyle {\begin{pmatrix}x_{2}^{*}\\y_{2}^{*}\\\end{pmatrix}}=M\cdot {\begin{pmatrix}x_{1}^{*}\\y_{1}^{*}\\\end{pmatrix}}={\begin{pmatrix}7&12\\4&\ 7\\\end{pmatrix}}\cdot {\begin{pmatrix}97\\56\\\end{pmatrix}}={\begin{pmatrix}\!1351\!\\780\\\end{pmatrix}}}
Startet man mit der zweiten Lösung {\displaystyle (x_{1},y_{1})}, erhält man nur jede zweite Lösung {\displaystyle (x_{3},y_{3},)\ (x_{5},y_{5}),\ \ldots }
Das Berechnen weiterer Lösungen als Grafik dargestellt:
| Startwert                                               | Matrix                                                        | {\displaystyle (x',y')} {\displaystyle (1,\ 0)} | {\displaystyle (x_{0},y_{0})} {\displaystyle (2,\ 1)} | {\displaystyle (x_{1},y_{1})} {\displaystyle (7,\ 4)} | {\displaystyle (x_{2},y_{2})} {\displaystyle (26,\ 15)} | {\displaystyle (x_{3},y_{3})} {\displaystyle (97,\ 56)} | {\displaystyle (x_{4},y_{4})} {\displaystyle (362,\ 209)} | {\displaystyle (x_{5},y_{5})} {\displaystyle (1351,\ 780)} | {\displaystyle (x_{6},y_{6})} {\displaystyle (5042,\ 2911)} | {\displaystyle (x_{7},y_{7})} {\displaystyle (18817,\ 10864)} | {\displaystyle (x_{8},y_{8})} {\displaystyle (70226,\ 40545)} |
| ------------------------------------------------------- | ------------------------------------------------------------- | ----------------------------------------------- | ----------------------------------------------------- | ----------------------------------------------------- | ------------------------------------------------------- | ------------------------------------------------------- | --------------------------------------------------------- | ---------------------------------------------------------- | ----------------------------------------------------------- | ------------------------------------------------------------- | ------------------------------------------------------------- |
| {\displaystyle (x',y')} {\displaystyle (1,\ 0)}         | {\displaystyle {\begin{pmatrix}1&0\\0&1\\\end{pmatrix}}}      | {\displaystyle {(x',\ y')}\curvearrowleft }     |                                                       |                                                       |                                                         |                                                         |                                                           |                                                            |                                                             |                                                               |                                                               |
| {\displaystyle (x_{0},y_{0})} {\displaystyle (2,\ 1)}   | {\displaystyle {\begin{pmatrix}2&3\\1&2\\\end{pmatrix}}}      |                                                 | {\displaystyle \xrightarrow {(x_{1},\ y_{1})} }       | {\displaystyle \xrightarrow {(x_{2},\ y_{2})} }       | {\displaystyle \xrightarrow {(x_{3},\ y_{3})} }         | {\displaystyle \xrightarrow {(x_{4},\ y_{4})} }         | {\displaystyle \xrightarrow {(x_{5},\ y_{5})} }           | {\displaystyle \xrightarrow {(x_{6},\ y_{6})} }            | {\displaystyle \xrightarrow {(x_{7},\ y_{7})} }             | {\displaystyle \xrightarrow {(x_{8},\ y_{8})} }               | {\displaystyle \xrightarrow {(x_{9},\ y_{9})} }               |
| {\displaystyle (x_{1},y_{1})} {\displaystyle (7,\ 4)}   | {\displaystyle {\begin{pmatrix}7&12\\4&7\\\end{pmatrix}}}     |                                                 |                                                       | {\displaystyle \xrightarrow {(x_{3},\ y_{3})} }       |                                                         | {\displaystyle \xrightarrow {(x_{5},\ y_{5})} }         |                                                           | {\displaystyle \xrightarrow {(x_{7},\ y_{7})} }            |                                                             | {\displaystyle \xrightarrow {(x_{9},\ y_{9})} }               |                                                               |
| {\displaystyle (x_{2},y_{2})} {\displaystyle (26,\ 15)} | {\displaystyle {\begin{pmatrix}15&78\\26&15\\\end{pmatrix}}}  |                                                 |                                                       |                                                       | {\displaystyle \xrightarrow {(x_{5},\ y_{5})} }         |                                                         |                                                           | {\displaystyle \xrightarrow {(x_{8},\ y_{8})} }            |                                                             |                                                               | {\displaystyle \xrightarrow {(x_{11},y_{11})} }               |
| {\displaystyle (x_{3},y_{3})} {\displaystyle (97,\ 56)} | {\displaystyle {\begin{pmatrix}97&168\\56&97\\\end{pmatrix}}} |                                                 |                                                       |                                                       |                                                         | {\displaystyle \xrightarrow {(x_{7},\ y_{7})} }         |                                                           |                                                            |                                                             | {\displaystyle \xrightarrow {(x_{11},\ y_{11})} }             |                                                               |

### Spezialfälle
Für spezielle {\displaystyle n} lässt sich die kleinste Lösung von {\displaystyle x^{2}-n\cdot y^{2}=1} auf einfache Weise explizit bestimmen. Im Folgenden sei {\displaystyle a} eine ganze Zahl mit {\displaystyle a\geq 2}.
{\displaystyle {\begin{array}{ll}n=a^{2}-2&\longrightarrow (a^{2}-1,\ a)\\n=a^{2}-1&\longrightarrow (a,\ 1)\\n=a^{2}+1&\longrightarrow (2\cdot a^{2}+1,\ 2\cdot a)\\n=a^{2}+2&\longrightarrow (a^{2}+1,\ a)\\n=a^{2}+a&\longrightarrow (2\cdot a+1,\ 2)\\\end{array}}}
Außerdem ergeben sich für folgende {\displaystyle n} die kleinsten Lösungen
{\displaystyle {\begin{array}{ll}n=(a\cdot b)^{2}-2\cdot b&\longrightarrow (a^{2}\cdot b-1,\ a)\\n=(a\cdot b)^{2}-b&\longrightarrow (2\cdot a^{2}\cdot b-1,\ 2\cdot a)\quad {\text{mit}}\quad b\geq 2\\n=(a\cdot b)^{2}+b&\longrightarrow (2\cdot a^{2}\cdot b+1,\ 2\cdot a)\\n=(a\cdot b)^{2}+2\cdot b&\longrightarrow (a^{2}\cdot b+1,\ a)\\\end{array}}}
Für {\displaystyle b=1} erhält man (bis auf den zweiten Fall) die oberen Formeln.

### Tabelle der Fundamentaleinheiten
Hier eine Tabelle der kleinsten Lösungen (Fundamentaleinheiten) von {\displaystyle x^{2}-n\cdot y^{2}=1} mit {\displaystyle 1\leq n\leq 160}. Ist
{\displaystyle n} ein Quadrat gibt es nur die trivialen Lösungen {\displaystyle x=\pm 1,\ y=0} (da {\displaystyle 1^{2}-n\cdot 0^{2}=1-0=1}).
Die Werte von {\displaystyle x} und {\displaystyle y} bilden die Folgen A002350 und A002349 in OEIS.
| Legende                  | Legende | Legende | Legende |
| ------------------------ | ------- | ------- | --- |
| keine Lösung             |         |         | Es gibt keinerlei Lösungen, auch keine trivialen. |
| keine Pellsche Gleichung | 0       | 0       | Für d = 0, ist x = 0, y = 0 immer eine Lösung (neben weiteren Lösungen für n = Quadratzahl)                                                                |
| Triviallösung mit y = 0  | 1       | 0       | Triviallösungen für x² = d unabhängig von n. d muss dazu eine Quadratzahl (0, 1, 4, ...) sein. Für d = 0 erhält man den Fall in der Zeile darüber.         |
| Triviallösung mit y = 1  | 3       | 1       | Triviallösungen für y² = d + n, Lösungen bilden Diagonalen im Lösungsdiagramm der verallgemeinerten Pellsche Gleichung. Beispiel: 3² − 8 · 1² = 3² − 8 = 1 |
| Triviallösung mit x = 0  | 0       | 3       | Triviallösungen für y² = −d / n, −d / n muss dazu eine Quadratzahl sein. Beispiel: 0² − 1 · 3² = −9                                                        |
| nicht-triviale Lösung    | 38      | 12      | komplexere Lösung, die die oberen Fälle nicht abdeckt. x und y können hierbei insbesondere für d = Quadratzahl sehr große Werte annehmen.                  |

| n  | x    | y    |
| -- | ---- | ---- |
| 1  | 1    | 0    |
| 2  | 3    | 2    |
| 3  | 2    | 1    |
| 4  | 1    | 0    |
| 5  | 9    | 4    |
| 6  | 5    | 2    |
| 7  | 8    | 3    |
| 8  | 3    | 1    |
| 9  | 1    | 0    |
| 10 | 19   | 6    |
| 11 | 10   | 3    |
| 12 | 7    | 2    |
| 13 | 649  | 180  |
| 14 | 15   | 4    |
| 15 | 4    | 1    |
| 16 | 1    | 0    |
| 17 | 33   | 8    |
| 18 | 17   | 4    |
| 19 | 170  | 39   |
| 20 | 9    | 2    |
| 21 | 55   | 12   |
| 22 | 197  | 42   |
| 23 | 24   | 5    |
| 24 | 5    | 1    |
| 25 | 1    | 0    |
| 26 | 51   | 10   |
| 27 | 26   | 5    |
| 28 | 127  | 24   |
| 29 | 9801 | 1820 |
| 30 | 11   | 2    |
| 31 | 1520 | 273  |
| 32 | 17   | 3    |

| n  | x          | y         |
| -- | ---------- | --------- |
| 33 | 23         | 4         |
| 34 | 35         | 6         |
| 35 | 6          | 1         |
| 36 | 1          | 0         |
| 37 | 73         | 12        |
| 38 | 37         | 6         |
| 39 | 25         | 4         |
| 40 | 19         | 3         |
| 41 | 2049       | 320       |
| 42 | 13         | 2         |
| 43 | 3482       | 531       |
| 44 | 199        | 30        |
| 45 | 161        | 24        |
| 46 | 24335      | 3588      |
| 47 | 48         | 7         |
| 48 | 7          | 1         |
| 49 | 1          | 0         |
| 50 | 99         | 14        |
| 51 | 50         | 7         |
| 52 | 649        | 90        |
| 53 | 66249      | 9100      |
| 54 | 485        | 66        |
| 55 | 89         | 12        |
| 56 | 15         | 2         |
| 57 | 151        | 20        |
| 58 | 19603      | 2574      |
| 59 | 530        | 69        |
| 60 | 31         | 4         |
| 61 | 1766319049 | 226153980 |
| 62 | 63         | 8         |
| 63 | 8          | 1         |
| 64 | 1          | 0         |

| n  | x       | y      |
| -- | ------- | ------ |
| 65 | 129     | 16     |
| 66 | 65      | 8      |
| 67 | 48842   | 5967   |
| 68 | 33      | 4      |
| 69 | 7775    | 936    |
| 70 | 251     | 30     |
| 71 | 3480    | 413    |
| 72 | 17      | 2      |
| 73 | 2281249 | 267000 |
| 74 | 3699    | 430    |
| 75 | 26      | 3      |
| 76 | 57799   | 6630   |
| 77 | 351     | 40     |
| 78 | 53      | 6      |
| 79 | 80      | 9      |
| 80 | 9       | 1      |
| 81 | 1       | 0      |
| 82 | 163     | 18     |
| 83 | 82      | 9      |
| 84 | 55      | 6      |
| 85 | 285769  | 30996  |
| 86 | 10405   | 1122   |
| 87 | 28      | 3      |
| 88 | 197     | 21     |
| 89 | 500001  | 53000  |
| 90 | 19      | 2      |
| 91 | 1574    | 165    |
| 92 | 1151    | 120    |
| 93 | 12151   | 1260   |
| 94 | 2143295 | 221064 |
| 95 | 39      | 4      |
| 96 | 49      | 5      |

| n   | x               | y              |
| --- | --------------- | -------------- |
| 97  | 62809633        | 6377352        |
| 98  | 99              | 10             |
| 99  | 10              | 1              |
| 100 | 1               | 0              |
| 101 | 201             | 20             |
| 102 | 101             | 10             |
| 103 | 227528          | 22419          |
| 104 | 51              | 5              |
| 105 | 41              | 4              |
| 106 | 32080051        | 3115890        |
| 107 | 962             | 93             |
| 108 | 1351            | 130            |
| 109 | 158070671986249 | 15140424455100 |
| 110 | 21              | 2              |
| 111 | 295             | 28             |
| 112 | 127             | 12             |
| 113 | 1204353         | 113296         |
| 114 | 1025            | 96             |
| 115 | 1126            | 105            |
| 116 | 9801            | 910            |
| 117 | 649             | 60             |
| 118 | 306917          | 28254          |
| 119 | 120             | 11             |
| 120 | 11              | 1              |
| 121 | 1               | 0              |
| 122 | 243             | 22             |
| 123 | 122             | 11             |
| 124 | 4620799         | 414960         |
| 125 | 930249          | 83204          |
| 126 | 449             | 40             |
| 127 | 4730624         | 419775         |
| 128 | 577             | 51             |

| n   | x              | y             |
| --- | -------------- | ------------- |
| 129 | 16855          | 1484          |
| 130 | 6499           | 570           |
| 131 | 10610          | 927           |
| 132 | 23             | 2             |
| 133 | 2588599        | 224460        |
| 134 | 145925         | 12606         |
| 135 | 244            | 21            |
| 136 | 35             | 3             |
| 137 | 6083073        | 519712        |
| 138 | 47             | 4             |
| 139 | 77563250       | 6578829       |
| 140 | 71             | 6             |
| 141 | 95             | 8             |
| 142 | 143            | 12            |
| 143 | 12             | 1             |
| 144 | 1              | 0             |
| 145 | 289            | 24            |
| 146 | 145            | 12            |
| 147 | 97             | 8             |
| 148 | 73             | 6             |
| 149 | 25801741449    | 2113761020    |
| 150 | 49             | 4             |
| 151 | 1728148040     | 140634693     |
| 152 | 37             | 3             |
| 153 | 2177           | 176           |
| 154 | 21295          | 1716          |
| 155 | 249            | 20            |
| 156 | 25             | 2             |
| 157 | 46698728731849 | 3726964292220 |
| 158 | 7743           | 616           |
| 159 | 1324           | 105           |
| 160 | 721            | 57            |

## Negative Pellsche Gleichung
Eine negative Pellsche Gleichung ist eine diophantische Gleichung der Form
{\displaystyle x^{2}-n\cdot y^{2}=-1}
und diese wurde ebenfalls eingehend untersucht. Sie kann mit der gleichen Methode der Kettenbrüche gelöst werden und hat nur dann eine Lösung, wenn die Periode des Kettenbruchs eine ungerade Länge hat.
Die Bedingungen für eine Lösung sind:
- {\displaystyle n} ist nicht durch 4 teilbar.
- {\displaystyle n} ist nicht durch eine Primzahl der Form {\displaystyle 4\cdot k+3} mit {\displaystyle k\geq 0} teilbar. Daher existieren z. B. keine Lösungen für {\displaystyle n=3} und für {\displaystyle n=7} und für {\displaystyle n=2\cdot 7=14} und für {\displaystyle n=3\cdot 11=33}.
- {\displaystyle n} ist keine Quadratzahl. Daher existieren z. B. keine Lösungen für {\displaystyle n=5^{2}=25} und für {\displaystyle n=13^{2}=169}.
  - Ausnahme: Für die Quadratzahl 1 existiert genau eine triviale Lösung {\displaystyle (0,\ 1)}.
- {\displaystyle n} ist nicht in der heuristischen Folge A031398 in OEIS enthalten. Daher existieren z. B. keine Lösungen für {\displaystyle n=34} und für {\displaystyle n=146}.

Wesentlich einfacher ist es, die Kettenbruchentwicklung (notfalls mit Papier und Bleistift) auszurechnen:

```
#include
 
<cmath>

#include
 
<cstdint>

#include
 
<tuple>

#include
 
<string>

using
 
i64
 
=
 
std
::
int64_t
;

std
::
tuple
 
<
int
,
 
std
::
string
>
 
Kettenbruch
 
(
i64
 
const
 
n
)

{

    
i64
 
const
   
sq
  
=
 
(
i64
)
::
sqrt
(
n
);

    
if
 
(
n
 
==
 
sq
*
sq
)

        
return
 
{
 
0
,
 
"["
 
+
 
std
::
to_string
(
sq
)
 
+
 
"]"
 
};

    
std
::
string
 
ret
 
=
 
"["
 
+
 
std
::
to_string
(
sq
)
 
+
 
"; "
;

    
i64
         
b
   
=
 
sq
;

    
i64
         
xd
  
=
 
1
;

    
i64
         
xa
  
=
 
sq
;

    
int
         
len
;

    
for
 
(
len
 
=
 
0
;
 
b
 
!=
 
2
*
sq
 
;
 
len
++
)
 
{

        
i64
 
ad
 
=
 
(
n
 
-
 
xa
*
xa
)
 
/
 
xd
;

        
b
  
=
 
(
sq
 
+
 
xa
)
 
/
 
ad
;

        
xd
 
=
 
ad
;

        
xa
 
=
 
b
*
ad
 
-
 
xa
;

        
ret
 
+=
 
std
::
to_string
(
b
)
 
+
 
","
;

    
}

    
return
 
{
 
len
,
 
ret
 
+
 
"_]"
 
};

}

int
 
main
()

{

    
for
 
(
int
 
i
 
=
 
0
;
 
i
 
<=
 
9999
;
 
i
++
)
 
{
 
// Kettenbruchentwicklung bis 9999, ggf. anpassen

        
auto
 
const
 
[
len
,
 
text
]
 
=
 
Kettenbruch
(
i
);

        
::
printf
 
(
"%s %-3u sqrt(%-6u) = %s
\n
"
,
 
len
&
1
 
?
 
"#"
 
:
 
" "
,
 
len
,
 
i
,
 
text
.
c_str
());

    
}

    
return
 
0
;

}

```

Die ersten Zahlen {\displaystyle n}, für die eine Lösung für {\displaystyle x^{2}-n\cdot y^{2}=-1} existiert, sind:
1, 2, 5, 10, 13, 17, 26, 29, 37, 41, 50, 53, 58, 61, 65, 73, 74, 82, 85, 89, 97, ... (siehe Folge A031396 in OEIS).
| n  | Anzahl der Lösungen 0 ≤ y < 1014 | Lösungen (xi, yi) für d = −1                                                                                              | lim xi / yi           | lim xi+1 / xi = q     | q + 1/q               | a                     | b                     |
| -- | -------------------------------- | --- | --------------------- | --------------------- | --------------------- | --------------------- | --------------------- |
| 1  | 1                                | (0, 1) trivale Lösung | (0, 1) trivale Lösung | (0, 1) trivale Lösung | (0, 1) trivale Lösung | (0, 1) trivale Lösung | (0, 1) trivale Lösung |
| 2  | 19                               | (1, 1), (7, 5), (41, 29), (239, 169), (1393, 985), (8119, 5741), (47321, 33461), (275807, 195025), (1607521,1136689), ... | 1,414214              | 0005,828427           | 6                     | 3                     | 2                     |
| 5  | 12                               | (2, 1), (38, 17), (682, 305), (12238, 5473), (219602, 98209), (3940598, 1762289), (70711162, 31622993), ...               | 2,236068              | 0017,944272           | 18                    | 9                     | 4                     |
| 10 | 9                                | (3, 1), (117, 37), (4443, 1405), (168717, 53353), (6406803, 2026009), (243289797, 76934989), ...                          | 3,162278              | 0037,973666           | 38                    | 19                    | 6                     |
| 13 | 5                                | (18, 5), (23382, 6485), (30349818, 8417525), (39394040382, 10925940965), (51133434066018,14181862955045), ...             | 3,605551              | 1297,999229           | 1298                  | 649                   | 180                   |
| 17 | 8                                | (4, 1), (268, 65), (17684, 4289), (1166876, 283009), (76996132, 18674305), (5080577836,1232221121), ...                   | 4,123106              | 0065,984845           | 66                    | 33                    | 8                     |

### Tabelle der Fundamentaleinheiten
Die Lösungen für die negative Pellsche Gleichung für {\displaystyle 1\leq n\leq 409}, die eine Lösung haben, lauten:
| n  | x     | y    |
| -- | ----- | ---- |
| 1  | 0     | 1    |
| 2  | 1     | 1    |
| 5  | 2     | 1    |
| 10 | 3     | 1    |
| 13 | 18    | 5    |
| 17 | 4     | 1    |
| 26 | 5     | 1    |
| 29 | 70    | 13   |
| 37 | 6     | 1    |
| 41 | 32    | 5    |
| 50 | 7     | 1    |
| 53 | 182   | 25   |
| 58 | 99    | 13   |
| 61 | 29718 | 3805 |
| 65 | 8     | 1    |
| 73 | 1068  | 125  |
| 74 | 43    | 5    |
| 82 | 9     | 1    |

| n   | x          | y        |
| --- | ---------- | -------- |
| 85  | 378        | 41       |
| 89  | 500        | 53       |
| 97  | 5604       | 569      |
| 101 | 10         | 1        |
| 106 | 4005       | 389      |
| 109 | 8890182    | 851525   |
| 113 | 776        | 73       |
| 122 | 11         | 1        |
| 125 | 682        | 61       |
| 130 | 57         | 5        |
| 137 | 1744       | 149      |
| 145 | 12         | 1        |
| 149 | 113582     | 9305     |
| 157 | 4832118    | 385645   |
| 170 | 13         | 1        |
| 173 | 1118       | 85       |
| 181 | 1111225770 | 82596761 |
| 185 | 68         | 5        |

| n   | x          | y         |
| --- | ---------- | --------- |
| 193 | 1764132    | 126985    |
| 197 | 14         | 1         |
| 202 | 3141       | 221       |
| 218 | 251        | 17        |
| 226 | 15         | 1         |
| 229 | 1710       | 113       |
| 233 | 23156      | 1517      |
| 241 | 71011068   | 4574225   |
| 250 | 4443       | 281       |
| 257 | 16         | 1         |
| 265 | 6072       | 373       |
| 269 | 82         | 5         |
| 274 | 1407       | 85        |
| 277 | 8920484118 | 535979945 |
| 281 | 1063532    | 63445     |
| 290 | 17         | 1         |
| 293 | 2482       | 145       |
| 298 | 409557     | 23725     |

| n   | x            | y          |
| --- | ------------ | ---------- |
| 313 | 126862368    | 7170685    |
| 314 | 443          | 25         |
| 317 | 352618       | 19805      |
| 325 | 18           | 1          |
| 337 | 1015827336   | 55335641   |
| 338 | 239          | 13         |
| 346 | 93           | 5          |
| 349 | 9210         | 493        |
| 353 | 71264        | 3793       |
| 362 | 19           | 1          |
| 365 | 3458         | 181        |
| 370 | 327          | 17         |
| 373 | 5118         | 265        |
| 389 | 1282         | 65         |
| 394 | 395023035    | 19900973   |
| 397 | 20478302982  | 1027776565 |
| 401 | 20           | 1          |
| 409 | 111921796968 | 5534176685 |

## Verallgemeinerte Pellsche Gleichung

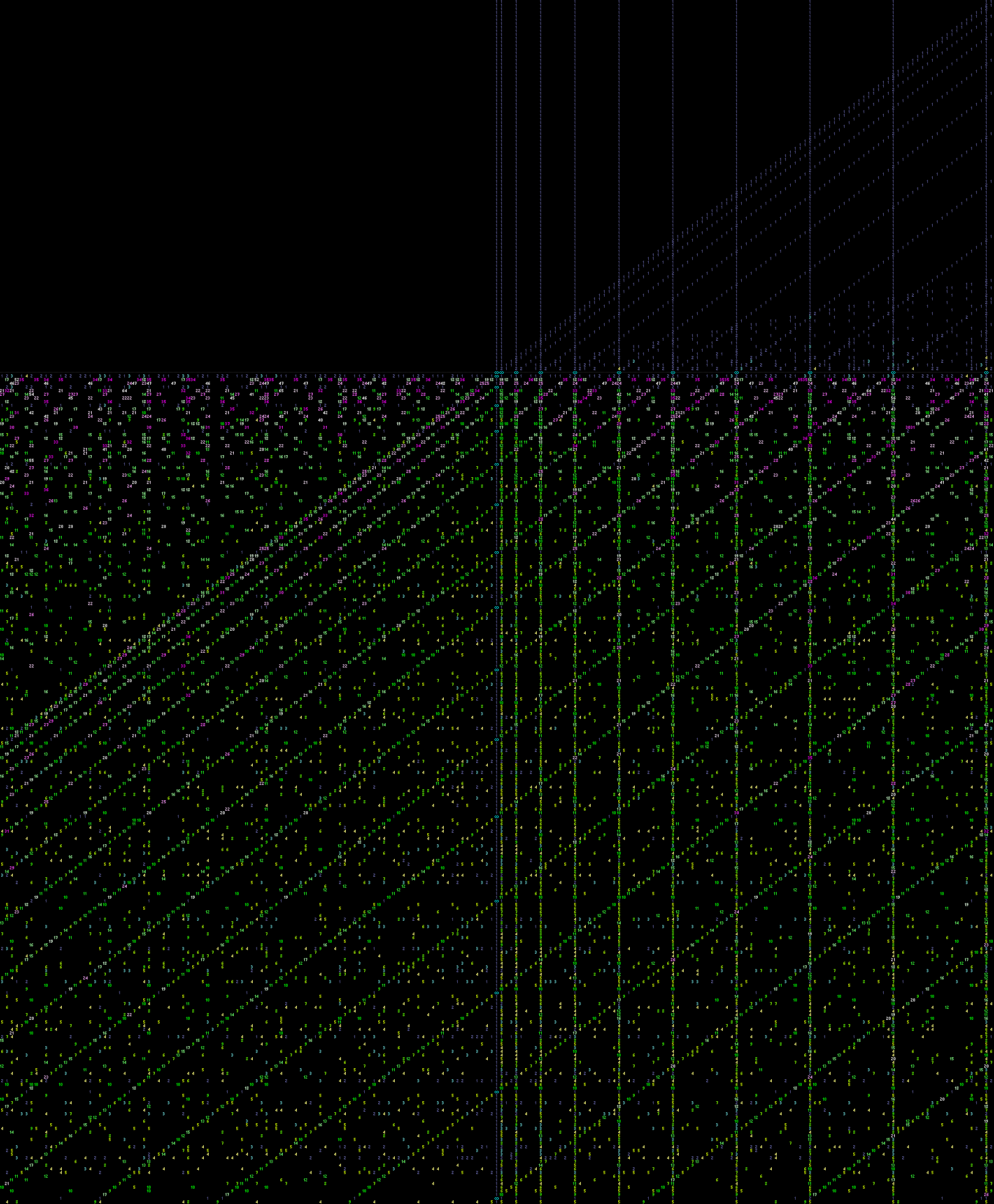
Anzahl der Lösungen der Pellschen Gleichung (zoom to view) für (0 ≤ y ≤ 5 ⋅ 10^{13}, d = −101 ... +101 und n = −101 ... +226):
• oben links  (n ≤ 0, d < 0):  keine Lösungen (auch keine trivialen)
• oben rechts (n ≤ 0, d ≥ 0):  endlich viele triviale Lösungen
• unten    (n > 0):    komplexeres Lösungsverhalten
○ n = 0, d = m^{2}: unendlich viele triviale Lösungen (0, mk) für k ∈ ℤ
○ n = 0, d ≠ m^{2}: keine Lösungen
○ n = m^{2}, d = 0: unendlich viele triviale Lösungen (k, mk) für k ∈ ℤ
○ n ≠ m^{2}, d = 0: eine triviale Lösung (0, 0)
○ n = m^{2}, d ≠ 0: keine oder endlich viele triviale Lösungen
○ n ≠ m^{2}, d ≠ 0: keine oder unendlich viele Lösungen
○ n = −d ≠ m^{2}: unendlich viele Lösungen
○ ansonsten:  keine oder unendlich viele Lösungen

Eine verallgemeinerte Pellsche Gleichung ist eine diophantische Gleichung der Form
{\displaystyle x^{2}-n\cdot y^{2}=d}
wobei {\displaystyle n} eine positive ganze Zahl, aber keine Quadratzahl und {\displaystyle d} eine ganze Zahl ungleich 0 ist. Um diese Gleichung vollständig zu lösen, muss als vorbereitender Schritt eine Lösung {\displaystyle (x_{0},\ y_{0})} dieser Gleichung und außerdem die kleinste nichttriviale Lösung {\displaystyle (p_{0},\ q_{0})} der entsprechenden (normierten) Pellschen Gleichung {\displaystyle x^{2}-n\cdot y^{2}=+1} bekannt sein. Dann kann man unendlich viele weitere Lösungen {\displaystyle (x_{k},\ y_{k})} von {\displaystyle x^{2}-n\cdot y^{2}=d} darstellen als
{\displaystyle x_{k}+y_{k}\cdot {\sqrt {n}}=(x_{0}+y_{0}\cdot {\sqrt {n}})\cdot (p_{0}+q_{0}\cdot {\sqrt {n}})^{k}}
Es gelten also die rekursiven Gleichungen
{\displaystyle x_{k+1}=p_{0}\cdot x_{k}+n\cdot q_{0}\cdot y_{k}}
{\displaystyle y_{k+1}=q_{0}\cdot x_{k}+\;\;p_{0}\;\;\ \cdot y_{k}}
auch darstellbar als Matrixmultiplikation
{\displaystyle {\begin{pmatrix}x_{k+1}\\y_{k+1}\\\end{pmatrix}}={\begin{pmatrix}p_{0}&n\cdot q_{0}\\q_{0}&p_{0}\\\end{pmatrix}}\cdot {\begin{pmatrix}x_{k}\\y_{k}\\\end{pmatrix}}}.
Im Gegensatz zum schon betrachteten Fall mit {\displaystyle d=+1} existieren für Nichtquadratzahlen {\displaystyle d\notin \{+k^{2}:k\in \mathbb {N} ^{+}\}} nur für einen Teil der {\displaystyle n} Lösungen.
Dies lässt sich oft mithilfe der Division mit Rest beweisen. 
Um alle Lösungen der verallgemeinerten Pellsche Gleichung zu bestimmen, reicht es, endlich viele Lösungen {\displaystyle (x,y)} in einem bestimmten Bereich zu finden und daraus mithilfe der rekursiven Gleichungen alle weiteren Lösungen zu berechnen. Für diese endlich viele Lösungen {\displaystyle (x,y)} gilt
{\displaystyle |x|\leq {\frac {1}{2}}\qquad \cdot {\sqrt {|d|}}\cdot \left({\sqrt {u}}+{\frac {1}{\sqrt {u}}}\right)}
{\displaystyle |y|\leq {\frac {1}{2\cdot {\sqrt {n}}}}\cdot {\sqrt {|d|}}\cdot \left({\sqrt {u}}+{\frac {1}{\sqrt {u}}}\right)}
mit {\displaystyle u:=p_{0}+q_{0}\cdot {\sqrt {n}}}.

### Lösungen

#### Triviale Lösungen
Ausschließlich triviale Lösungen (oder gar keine Lösungen) gibt es, falls eine der Bedingungen zutrifft:
{\displaystyle d=0\;} oder {\displaystyle \;n\in \{\mathbb {Z} \setminus \mathbb {N} \}\cup \{m^{2}\mid m\in \mathbb {Z} \}}.  (Spalte mit {\displaystyle d=0} und die Zeilen mit {\displaystyle n=-10\ldots 0,\ 1,\ 4,\ 9,\ 16,\ 25})
Beides stellt keine Pellschen Gleichungen dar.
- gar keine Lösungen gibt es immer, falls {\displaystyle d<0} und {\displaystyle n\leq 0} zutrifft.  (linker, oberer Quadrant)
- jeweils eine triviale Lösung lässt sich konstruieren aus:
  - {\displaystyle d\qquad \in \{m^{2}\mid m\in \mathbb {Z} \}}, dann ist {\displaystyle (m,\ 0)} immer eine Lösung.  (grüne Spalten)
  - {\displaystyle d+n\,\in \{m^{2}\mid m\in \mathbb {Z} \}}, dann ist {\displaystyle (m,\ 1)} immer eine Lösung.  (rote Diagonalen)
- unendlich viele triviale Lösung im Abstand von 1 lassen sich konstruieren aus:
  - {\displaystyle d\in \{m^{2}\mid m\in \mathbb {Z} \}} und {\displaystyle n=0}, dann sind alle Paare {\displaystyle (m\;\ ,\ k)} mit {\displaystyle k\in \mathbb {Z} \;} Lösungen.  (siehe Zeile mit {\displaystyle n=0})
  - {\displaystyle d=0} und {\displaystyle n\in \{m^{2}\mid m\in \mathbb {Z} \}}, dann sind alle Paare {\displaystyle (mk,\ k)} mit {\displaystyle k\in \mathbb {Z} \;} Lösungen.   (siehe Spalte mit {\displaystyle d=0})
- Triviale Lösungen treten (meist) auch für {\displaystyle d,\ n} auf, für die es nichttriviale Lösungen gibt.

#### Nichttriviale Lösungen
Nichttrivale Lösungen haben u. a. die Eigenschaft, dass sie eine Folge mit exponentiellem Wachstum bilden, während triviale Lösungen entweder als einzelne Lösungen aus „kleinen“ Zahlen {\displaystyle (3,\ 2)} oder eine Folge mit linearem Wachstum bilden {\displaystyle (2k,\ k)}.
Nichttrivale Lösungen kann es (muss es aber nicht) nur unter folgenden Bedingungen geben:
{\displaystyle d\neq 0\;} und {\displaystyle \;n\in \mathbb {N} \setminus \{m^{2}\mid m\in \mathbb {N} \}}.
Diese Bedingungen werden in diesem Absatz im Folgenden vorausgesetzt.
- Nichttrivale Lösungen gibt es immer für {\displaystyle d\qquad \in \{m^{2}\mid m\in \mathbb {N} \}}.
- Nichttrivale Lösungen gibt es immer für {\displaystyle d+n\,\in \{m^{2}\mid m\in \mathbb {N} \}}.
- Nichttrivale Lösungen tauchen weiterhin sporadisch auf, z. B. für {\displaystyle d=8,\ n=7} und {\displaystyle d=-7,\ n=14}

### Lösungstabelle
Die verallgemeinerte Pellsche Gleichung {\displaystyle \;x^{2}-n\cdot y^{2}=d\;} hat für {\displaystyle -10\leq d\leq 10} und {\displaystyle -10\leq n\leq 25} zeigt folgendes Lösungsverhalten.
| n   | d   | d          | d     | d     | d  | d     | d     | d     | d  | d     | d      | d          | d     | d     | d          | d          | d     | d     | d     | d          | d          | n   |
| n   | 10  | -9         | -8    | -7    | -6 | -5    | -4    | -3    | -2 | -1    | 0      | 1          | 2     | 3     | 4          | 5          | 6     | 7     | 8     | 9          | 10         | n   |
| --- | --- | ---------- | ----- | ----- | -- | ----- | ----- | ----- | -- | ----- | ------ | ---------- | ----- | ----- | ---------- | ---------- | ----- | ----- | ----- | ---------- | ---------- | --- |
| -10 |     |            |       |       |    |       |       |       |    |       | (0,0)  | (1,0)      |       |       | (2,0)      |            |       |       |       | (3,0)      | (0,1)      | -10 |
| -9  |     |            |       |       |    |       |       |       |    |       | (0,0)  | (1,0)      |       |       | (2,0)      |            |       |       |       | (3,0)(0,1) | (1,1)      | -9  |
| -8  |     |            |       |       |    |       |       |       |    |       | (0,0)  | (1,0)      |       |       | (2,0)      |            |       |       | (0,1) | (3,0)(1,1) |            | -8  |
| -7  |     |            |       |       |    |       |       |       |    |       | (0,0)  | (1,0)      |       |       | (2,0)      |            |       | (0,1) | (1,1) | (3,0)      |            | -7  |
| -6  |     |            |       |       |    |       |       |       |    |       | (0,0)  | (1,0)      |       |       | (2,0)      |            | (0,1) | (1,1) |       | (3,0)      | (2,1)      | -6  |
| -5  |     |            |       |       |    |       |       |       |    |       | (0,0)  | (1,0)      |       |       | (2,0)      | (0,1)      | (1,1) |       |       | (3,0)(2,1) |            | -5  |
| -4  |     |            |       |       |    |       |       |       |    |       | (0,0)  | (1,0)      |       |       | (2,0)(0,1) | (1,1)      |       |       | (2,1) | (3,0)      |            | -4  |
| -3  |     |            |       |       |    |       |       |       |    |       | (0,0)  | (1,0)      |       | (0,1) | (2,0)(1,1) |            |       | (2,1) |       | (3,0)      |            | -3  |
| -2  |     |            |       |       |    |       |       |       |    |       | (0,0)  | (1,0)      | (0,1) | (1,1) | (2,0)      |            | (2,1) |       | (0,2) | (3,0)(1,2) |            | -2  |
| -1  |     |            |       |       |    |       |       |       |    |       | (0,0)  | (1,0)(0,1) | (1,1) |       | (2,0)(0,2) | (2,1)(1,2) |       |       | (2,2) | (3,0)(0,3) | (3,1)(1,3) | -1  |
| 0   |     |            |       |       |    |       |       |       |    |       | (0,k)  | (1,k)      |       |       | (2,k)      |            |       |       |       | (3,k)      |            | 0   |
| 1   |     | (0,3)(4,5) | (1,3) | (3,4) |    | (2,3) | (0,2) | (1,2) |    | (0,1) | (k,k)  | (1,0)      |       | (2,1) | (2,0)      | (3,2)      |       | (4,3) | (3,1) | (3,0)(5,4) |            | 1   |
| 2   |     | 14         | 15    | 29    |    |       | 15    |       | 15 | 15    | (0,0)  | 15         | 15    |       | 15         |            |       | 29    | 14    | 15         |            | 2   |
| 3   |     |            | 19    |       |    |       |       | 20    | 20 |       | (0,0)  | 21         |       |       | 20         |            | 19    |       |       | 20         |            | 3   |
| 4   |     |            |       | (3,2) |    |       | (0,1) | (1,1) |    |       | (2k,k) | (1,0)      |       |       | (2,0)      | (3,1)      |       |       |       | (3,0)(5,2) |            | 4   |
| 5   |     | 9          |       |       |    | 10    | 27    |       |    | 9     | (0,0)  | 10         |       |       | 28         | 9          |       |       |       | 9          |            | 5   |
| 6   |     |            | 11    |       | 12 | 23    |       |       | 12 |       | (0,0)  | 12         |       | 12    | 12         |            |       |       |       | 12         | 22         | 6   |
| 7   |     |            |       | 10    | 19 |       |       | 19    |    |       | (0,0)  | 10         | 10    |       | 10         |            |       |       | 9     | 29         |            | 7   |
| 8   |     |            | 15    | 30    |    |       | 15    |       |    |       | (0,0)  | 16         |       |       | 15         |            |       |       | 15    | 15         |            | 8   |
| 9   |     | (0,1)      | (1,1) |       |    | (2,1) |       |       |    |       | (3k,k) | (1,0)      |       |       | (2,0)      |            |       | (4,1) |       | (3,0)      |            | 9   |
| 10  | 8   | 22         |       |       | 15 |       | 7     |       |    | 7     | (0,0)  | 8          |       |       | 8          |            | 14    |       |       | 22         | 7          | 10  |
| 11  | 17  |            | 9     | 18    |    |       |       |       | 9  |       | (0,0)  | 10         |       |       | 9          | 18         |       |       |       | 9          |            | 11  |
| 12  |     |            | 20    |       |    |       |       | 10    |    |       | (0,0)  | 11         |       |       | 21         |            |       |       |       | 10         |            | 12  |
| 13  |     | 11         |       |       |    |       | 11    | 8     |    | 4     | (0,0)  | 4          |       | 7     | 12         |            |       |       |       | 12         |            | 13  |
| 14  | 15  |            |       | 8     |    | 16    |       |       |    |       | (0,0)  | 9          | 8     |       | 8          |            |       |       | 8     | 8          |            | 14  |
| 15  |     |            |       |       | 13 |       |       |       |    |       | (0,0)  | 14         |       |       | 13         |            |       |       |       | 13         | 13         | 15  |
| 16  |     |            |       | (3,1) |    |       |       |       |    |       | (4k,k) | (1,0)      |       |       | (2,0)      |            |       |       |       | (3,0)(5,1) |            | 16  |
| 17  |     | 6          | 13    |       |    |       | 6     |       |    | 7     | (0,0)  | 7          |       |       | 7          |            |       |       | 13    | 7          |            | 17  |
| 18  |     | 15         | 7     |       |    |       |       |       | 8  |       | (0,0)  | 8          |       |       | 8          |            |       | 15    |       | 15         |            | 18  |
| 19  | 9   |            | 5     |       |    |       |       | 9     | 5  |       | (0,0)  | 5          |       |       | 5          | 9          | 9     |       |       | 14         |            | 19  |
| 20  |     |            |       |       |    |       | 9     |       |    |       | (0,0)  | 10         |       |       | 10         | 9          |       |       |       | 10         |            | 20  |
| 21  |     |            |       |       |    | 11    |       | 6     |    |       | (0,0)  | 6          |       |       | 18         |            |       | 6     |       | 6          |            | 21  |
| 22  |     |            | 4     | 9     | 9  |       |       |       | 5  |       | (0,0)  | 5          |       | 9     | 5          |            |       |       |       | 14         |            | 22  |
| 23  |     |            |       | 14    |    |       |       |       |    |       | (0,0)  | 8          | 7     |       | 7          |            |       |       | 7     | 7          |            | 23  |
| 24  |     |            | 12    |       |    |       |       |       |    |       | (0,0)  | 13         |       |       | 12         |            |       |       |       | 12         |            | 24  |
| 25  |     | (4,1)      |       |       |    |       |       |       |    |       | (5k,k) | (1,0)      |       |       | (2,0)      |            |       |       |       | (3,0)      |            | 25  |
| n   | -10 | -9         | -8    | -7    | -6 | -5    | -4    | -3    | -2 | -1    | 0      | 1          | 2     | 3     | 4          | 5          | 6     | 7     | 8     | 9          | 10         | n   |
| n   | d   |            |       |       |    |       |       |       |    |       |        |            |       |       |            |            |       |       |       |            |            | n   |

Legende
| leer                |  | keine Lösungen, auch keine trivialen |
| Paar mit Variable k |  | triviale Lösungen habe das gleiche Bildungsschema (xk, yk) mit k ∈ ℕ |
| ein bzw. zwei Paare |  | explizite Angabe der einen bzw. beider trivialer Lösungen |
| fette Zahl          |  | Angabe der Anzahl der Lösungen für 0 ≤ y < 1011, Mauszeiger über die Zahl zeigt die Lösungen (xi, yi) an Der erste Eintrag dieser Liste ist immer sehr klein und folgt Bildungsvorschriften wie (0, k), (1, k), (k, 0), (k, 1), (k, k), (mk, k), (k²+1, k) und zählt damit meist zu den trivialen Lösungen. |

### Beispiel
Gesucht sind die Lösungen der Gleichung
{\displaystyle x^{2}-7\cdot y^{2}=-3}
Dafür wird die kleinste Lösung der Gleichung {\displaystyle x^{2}-7\cdot y^{2}=1} bestimmt. Diese lautet {\displaystyle (p_{0}=8,\ q_{0}=3)}. Also ist {\displaystyle n=7}, {\displaystyle \ d=-3}, {\displaystyle \ u=8+3\cdot {\sqrt {7}}}.
Es müssen zunächst die Lösungen mit
{\displaystyle |x|\ \leq \ {\frac {1}{2}}\cdot {\sqrt {|-3|}}\cdot {\Bigg (}\!\!{\scriptstyle \ {\sqrt {8+3\cdot {\sqrt {7}}}}}+{\frac {1}{\scriptstyle {\sqrt {8+3\cdot {\sqrt {7}}}}}}{\Bigg )}\ <\ 4}
bestimmt werden. Das sind:
{\displaystyle (x_{0}=-2,\ y_{0}=-1)}, {\displaystyle (x_{0}=-2,\ y_{0}=1)}, {\displaystyle (x_{0}=2,\ y_{0}=-1)} und {\displaystyle (x_{0}=2,\ y_{0}=1)}.
Daraus ergeben sich mithilfe der Rekursion alle Lösungen.
Aus {\displaystyle (x_{0}=-2,\ y_{0}=1)} und {\displaystyle (x_{0}=2,\ y_{0}=1)} erhält man
{\displaystyle (x_{0}=-2,\ y_{0}=1)}, {\displaystyle (x_{1}=5,\ y_{1}=2)}, {\displaystyle (x_{2}=82,\ y_{2}=31)}, {\displaystyle (x_{3}=1307,\ y_{3}=494)}, {\displaystyle (x_{4}=20830,\ y_{4}=7873)}, {\displaystyle \ \ldots }
{\displaystyle (x_{0}=2,\ y_{0}=1)}, {\displaystyle (x_{1}=37,\ y_{1}=14)}, {\displaystyle (x_{2}=590,\ y_{2}=223)}, {\displaystyle (x_{3}=9403,\ y_{3}=3554)}, {\displaystyle (x_{4}=149858,\ y_{4}=56641)}, {\displaystyle \ \ldots }
Aus {\displaystyle (x_{0}=2,\ y_{0}=-1)} und {\displaystyle (x_{0}=-2,\ y_{0}=-1)} erhält man die gleichen Lösungen mit umgekehrtem Vorzeichen.
Wir starten mit der Lösung der (nicht verallgemeinerten) Pellschen Gleichung (mit der {\displaystyle 1} auf der rechten Seite).
Für unser gegebenes {\displaystyle n} kennen wird {\displaystyle (x_{0},\ y_{0})}, so dass:
{\displaystyle x_{0}^{2}-ny_{0}^{2}=1}
gilt. Beide Seiten multiplizieren wir mit {\displaystyle d}:
{\displaystyle d(x_{0}^{2}-ny_{0}^{2})=x_{0}^{2}d-y_{0}^{2}nd=d}
Das {\displaystyle d} auf der linken Seite ersetzen wir durch {\displaystyle x_{k}^{2}-ny_{k}^{2}}, da {\displaystyle x_{k}^{2}-ny_{k}^{2}=d} gelten soll:
{\displaystyle x_{0}^{2}(x_{k}^{2}-ny_{k}^{2})-y_{0}^{2}n(x_{k}^{2}-ny_{k}^{2})}
Durch Umsortieren der Terme erhält man
{\displaystyle (n^{2}y_{0}^{2}y_{k}^{2}-nx_{k}^{2}y_{0}^{2})+(x_{0}^{2}x_{k}^{2}-nx_{0}^{2}y_{k}^{2})=d}.
Nun fügen wir die beiden Terme {\displaystyle \;+2nx_{0}x_{k}y_{0}y_{k}} und {\displaystyle \;-2nx_{0}x_{k}y_{0}y_{k}} ein, die zusammen Null ergeben:
{\displaystyle x_{0}^{2}x_{k}^{2}+2nx_{0}x_{k}y_{0}y_{k}+n^{2}y_{0}^{2}y_{k}^{2}\ -\ nx_{k}^{2}y_{0}^{2}-2nx_{0}y_{0}x_{k}y_{k}-nx_{0}^{2}y_{k}^{2}=d}
Das kann man ausklammern:
{\displaystyle \left((x_{0}x_{k})^{2}+2nx_{0}x_{k}y_{0}y_{k}+(ny_{0}y_{k})^{2}\right)-n\left((x_{k}y_{0})^{2}+2x_{k}y_{0}x_{0}y_{k}+(x_{0}y_{k})^{2}\right)=d}
Die beiden Klammern stellen Quadratterme dar:
{\displaystyle (x_{0}x_{k}+ny_{0}y_{k})^{2}-n(x_{k}y_{0}+x_{0}y_{k})^{2}=d}
Die beiden Klammerterme stellen die Bildungsvorschriften für {\displaystyle x_{k+1}} und {\displaystyle y_{k+1}} dar:
{\displaystyle x_{k+1}=x_{0}x_{k}+ny_{0}y_{k}}
{\displaystyle y_{k+1}=x_{k}y_{0}+\ x_{0}\ \ y_{k}}.
Einsetzen dieser
{\displaystyle x_{k+1}^{2}-ny_{k+1}^{2}=d}
zeigt, dass auch {\displaystyle x_{k+1}^{2}} und {\displaystyle y_{k+1}^{2}} Lösung der verallgemeinerten Pellschen Gleichung sind, wenn ...

#### Beispiel fürn=5,d=44
Für {\displaystyle n=5} und {\displaystyle d=44} erhält man sechs ineinanderverschachtelte Serien an Lösungen.
Zuerst berechnen wir die Transformationsmatrix {\displaystyle M}:
{\displaystyle n\!=\!5,\;{\begin{pmatrix}\!p_{0}\!\\\!q_{0}\!\\\end{pmatrix}}\!=\!{\begin{pmatrix}\!9\!\\\!4\!\\\end{pmatrix}}\quad \Longrightarrow \quad M\!=\!{\begin{pmatrix}\!p_{0}\!&\!n\!\cdot \!q_{0}\!\\\!q_{0}\!&\!p_{0}\!\\\end{pmatrix}}\!=\!{\begin{pmatrix}\!9\!&\!5\!\cdot \!4\!\\\!4\!&\;\!9\!\\\end{pmatrix}}\!=\!{\begin{pmatrix}\!9\!&\!20\!\\\!4\!&\ \!9\!\\\end{pmatrix}}}
Die Serien starten dann mit
{\displaystyle M\!\cdot \!{\begin{pmatrix}\!x_{0}\!\\\!y_{0}\!\\\end{pmatrix}}\!=\!M\!\cdot \!{\begin{pmatrix}\,7\\\,1\\\end{pmatrix}}\!=\!{\begin{pmatrix}\,83\\\,37\\\end{pmatrix}}\!=\!{\begin{pmatrix}\!x_{6}\!\\\!y_{6}\!\\\end{pmatrix}}}
{\displaystyle M\!\cdot \!{\begin{pmatrix}\!x_{1}\!\\\!y_{1}\!\\\end{pmatrix}}\!=\!M\!\cdot \!{\begin{pmatrix}\,8\\\,2\\\end{pmatrix}}\!=\!{\begin{pmatrix}\!112\!\\\,50\\\end{pmatrix}}\!=\!{\begin{pmatrix}\!x_{7}\!\\\!y_{7}\!\\\end{pmatrix}}}
{\displaystyle M\!\cdot \!{\begin{pmatrix}\!x_{2}\!\\\!y_{2}\!\\\end{pmatrix}}\!=\!M\!\cdot \!{\begin{pmatrix}\!13\!\\5\\\end{pmatrix}}\!=\!{\begin{pmatrix}\!217\!\\9\\\end{pmatrix}}\!=\!{\begin{pmatrix}\!x_{8}\!\\\!y_{8}\!\\\end{pmatrix}}}
{\displaystyle M\!\cdot \!{\begin{pmatrix}\!x_{3}\!\\\!y_{3}\!\\\end{pmatrix}}\!=\!M\!\cdot \!{\begin{pmatrix}\!17\!\\7\\\end{pmatrix}}\!=\!{\begin{pmatrix}\!293\!\\\!131\!\\\end{pmatrix}}\!=\!{\begin{pmatrix}\!x_{9}\!\\\!y_{9}\!\\\end{pmatrix}}}
{\displaystyle M\!\cdot \!{\begin{pmatrix}\!x_{4}\!\\\!y_{4}\!\\\end{pmatrix}}\!=\!M\!\cdot \!{\begin{pmatrix}\!32\!\\\!14\!\\\end{pmatrix}}\!=\!{\begin{pmatrix}\!568\!\\\!254\!\\\end{pmatrix}}\!=\!{\begin{pmatrix}\!x_{10}\!\\\!y_{10}\!\\\end{pmatrix}}}
{\displaystyle M\!\cdot \!{\begin{pmatrix}\!x_{5}\!\\\!y_{5}\!\\\end{pmatrix}}\!=\!M\!\cdot \!{\begin{pmatrix}\!43\!\\\!19\!\\\end{pmatrix}}\!=\!{\begin{pmatrix}\!767\!\\\!343\!\\\end{pmatrix}}\!=\!{\begin{pmatrix}\!x_{11}\!\\\!y_{11}\!\\\end{pmatrix}}}
und gehen mit
{\displaystyle \,M\!\cdot \!{\big (}{\scriptstyle {x_{6} \atop y_{6}}}{\big )}={\big (}{\scriptstyle {x_{12} \atop y_{12}}}{\big )}}, {\displaystyle \ M\!\cdot \!{\big (}{\scriptstyle {x_{7} \atop y_{7}}}{\big )}={\big (}{\scriptstyle {x_{13} \atop y_{13}}}{\big )}}, {\displaystyle \;\ldots ,\ M\!\cdot \!{\big (}{\scriptstyle {x_{k} \atop y_{k}}}{\big )}={\big (}{\scriptstyle {x_{k+6} \atop y_{k+6}}}{\big )},\;\ldots \;}
weiter bis in alle Unendlichkeit.

### Tabellen der Fundamentaleinheiten für die verallgemeinerte Pellsche Gleichung
Die verallgemeinerte Pellsche Gleichung {\displaystyle \;x^{2}-n\cdot y^{2}=d\;} hat für {\displaystyle -10\leq d\leq 10} und {\displaystyle 1\leq n\leq 25} folgende kleinste Lösungen (Fundamentaleinheiten):
| n  | d   | d   | d  | d  | d  | d  | d  | d  | d  | d  | d  | d  | d  | d  | d  | d  | d  | d  | d  | d  | d | d | d   | d   | d | d | d | d | d   | d  | d | d | d | d | d  | d | d  | d | d   | d  | d  | d  | n  |
| n  | −10 | −10 | −9 | −9 | −8 | −8 | −7 | −7 | −6 | −6 | −5 | −5 | −4 | −4 | −3 | −3 | −2 | −2 | −1 | −1 | 0 | 0 | 1   | 1   | 2 | 2 | 3 | 3 | 4   | 4  | 5 | 5 | 6 | 6 | 7  | 7 | 8  | 8 | 9   | 9  | 10 | 10 | n  |
| n  | x   | y   | x  | y  | x  | y  | x  | y  | x  | y  | x  | y  | x  | y  | x  | y  | x  | y  | x  | y  | x | y | x   | y   | x | y | x | y | x   | y  | x | y | x | y | x  | y | x  | y | x   | y  | x  | y  | n  |
| -- | --- | --- | -- | -- | -- | -- | -- | -- | -- | -- | -- | -- | -- | -- | -- | -- | -- | -- | -- | -- | - | - | --- | --- | - | - | - | - | --- | -- | - | - | - | - | -- | - | -- | - | --- | -- | -- | -- | -- |
| 1  |     |     | 0  | 3  | 1  | 3  | 3  | 4  |    |    | 2  | 3  | 0  | 2  | 1  | 2  |    |    | 0  | 1  | 1 | 1 | 1   | 0   |   |   | 2 | 1 | 2   | 0  | 3 | 2 |   |   | 4  | 3 | 3  | 1 | 5   | 4  |    |    | 1  |
| 2  |     |     | 3  | 3  | 0  | 2  | 1  | 2  |    |    |    |    | 2  | 2  |    |    | 0  | 1  | 1  | 1  | 0 | 0 | 3   | 2   | 2 | 1 |   |   | 6   | 4  |   |   |   |   | 3  | 1 | 4  | 2 | 9   | 6  |    |    | 2  |
| 3  |     |     |    |    | 2  | 2  |    |    |    |    |    |    |    |    | 0  | 1  | 1  | 1  |    |    | 0 | 0 | 2   | 1   |   |   |   |   | 4   | 2  |   |   | 3 | 1 |    |   |    |   | 6   | 3  |    |    | 3  |
| 4  |     |     |    |    |    |    | 3  | 2  |    |    |    |    | 0  | 1  | 1  | 1  |    |    |    |    | 2 | 1 | 1   | 0   |   |   |   |   | 2   | 0  | 3 | 1 |   |   |    |   |    |   | 5   | 2  |    |    | 4  |
| 5  |     |     | 6  | 3  |    |    |    |    |    |    | 0  | 1  | 1  | 1  |    |    |    |    | 2  | 1  | 0 | 0 | 9   | 4   |   |   |   |   | 3   | 1  | 5 | 2 |   |   |    |   |    |   | 27  | 12 |    |    | 5  |
| 6  |     |     |    |    | 4  | 2  |    |    | 0  | 1  | 1  | 1  |    |    |    |    | 2  | 1  |    |    | 0 | 0 | 5   | 2   |   |   | 3 | 1 | 10  | 4  |   |   |   |   |    |   |    |   | 15  | 6  | 4  | 1  | 6  |
| 7  |     |     |    |    |    |    | 0  | 1  | 1  | 1  |    |    |    |    | 2  | 1  |    |    |    |    | 0 | 0 | 8   | 3   | 3 | 1 |   |   | 16  | 6  |   |   |   |   |    |   | 6  | 2 | 4   | 1  |    |    | 7  |
| 8  |     |     |    |    | 0  | 1  | 1  | 1  |    |    |    |    | 2  | 1  |    |    |    |    |    |    | 0 | 0 | 3   | 1   |   |   |   |   | 6   | 2  |   |   |   |   |    |   | 4  | 1 | 9   | 3  |    |    | 8  |
| 9  |     |     | 0  | 1  | 1  | 1  |    |    |    |    | 2  | 1  |    |    |    |    |    |    |    |    | 3 | 1 | 1   | 0   |   |   |   |   | 2   | 0  |   |   |   |   | 4  | 1 |    |   | 3   | 0  |    |    | 9  |
| 10 | 0   | 1   | 1  | 1  |    |    |    |    | 2  | 1  |    |    | 6  | 2  |    |    |    |    | 3  | 1  | 0 | 0 | 19  | 6   |   |   |   |   | 38  | 12 |   |   | 4 | 1 |    |   |    |   | 7   | 2  | 10 | 3  | 10 |
| 11 | 1   | 1   |    |    | 6  | 2  | 2  | 1  |    |    |    |    |    |    |    |    | 3  | 1  |    |    | 0 | 0 | 10  | 3   |   |   |   |   | 20  | 6  | 4 | 1 |   |   |    |   |    |   | 30  | 9  |    |    | 11 |
| 12 |     |     |    |    | 2  | 1  |    |    |    |    |    |    |    |    | 3  | 1  |    |    |    |    | 0 | 0 | 7   | 2   |   |   |   |   | 4   | 1  |   |   |   |   |    |   |    |   | 21  | 6  |    |    | 12 |
| 13 |     |     | 2  | 1  |    |    |    |    |    |    |    |    | 3  | 1  | 7  | 2  |    |    | 18 | 5  | 0 | 0 | 649 | 180 |   |   | 4 | 1 | 11  | 3  |   |   |   |   |    |   |    |   | 29  | 8  |    |    | 13 |
| 14 | 2   | 1   |    |    |    |    | 7  | 2  |    |    | 3  | 1  |    |    |    |    |    |    |    |    | 0 | 0 | 15  | 4   | 4 | 1 |   |   | 30  | 8  |   |   |   |   |    |   | 8  | 2 | 45  | 12 |    |    | 14 |
| 15 |     |     |    |    |    |    |    |    | 3  | 1  |    |    |    |    |    |    |    |    |    |    | 0 | 0 | 4   | 1   |   |   |   |   | 8   | 2  |   |   |   |   |    |   |    |   | 12  | 3  | 5  | 1  | 15 |
| 16 |     |     |    |    |    |    | 3  | 1  |    |    |    |    |    |    |    |    |    |    |    |    | 4 | 1 | 1   | 0   |   |   |   |   | 2   | 0  |   |   |   |   |    |   |    |   | 5   | 1  |    |    | 16 |
| 17 |     |     | 12 | 3  | 3  | 1  |    |    |    |    |    |    | 8  | 2  |    |    |    |    | 4  | 1  | 0 | 0 | 33  | 8   |   |   |   |   | 66  | 16 |   |   |   |   |    |   | 5  | 1 | 99  | 24 |    |    | 17 |
| 18 |     |     | 3  | 1  | 8  | 2  |    |    |    |    |    |    |    |    |    |    | 4  | 1  |    |    | 0 | 0 | 17  | 4   |   |   |   |   | 34  | 8  |   |   |   |   | 5  | 1 |    |   | 9   | 2  |    |    | 18 |
| 19 | 3   | 1   |    |    | 26 | 6  |    |    |    |    |    |    |    |    | 4  | 1  | 13 | 3  |    |    | 0 | 0 | 170 | 39  |   |   |   |   | 340 | 78 | 9 | 2 | 5 | 1 |    |   |    |   | 22  | 5  |    |    | 19 |
| 20 |     |     |    |    |    |    |    |    |    |    |    |    | 4  | 1  |    |    |    |    |    |    | 0 | 0 | 9   | 2   |   |   |   |   | 18  | 4  | 5 | 1 |   |   |    |   |    |   | 27  | 6  |    |    | 20 |
| 21 |     |     |    |    |    |    |    |    |    |    | 4  | 1  |    |    | 9  | 2  |    |    |    |    | 0 | 0 | 55  | 12  |   |   |   |   | 5   | 1  |   |   |   |   | 14 | 3 |    |   | 165 | 36 |    |    | 21 |
| 22 |     |     |    |    | 28 | 6  | 9  | 2  | 4  | 1  |    |    |    |    |    |    | 14 | 3  |    |    | 0 | 0 | 197 | 42  |   |   | 5 | 1 | 394 | 84 |   |   |   |   |    |   |    |   | 19  | 4  |    |    | 22 |
| 23 |     |     |    |    |    |    | 4  | 1  |    |    |    |    |    |    |    |    |    |    |    |    | 0 | 0 | 24  | 5   | 5 | 1 |   |   | 48  | 10 |   |   |   |   |    |   | 10 | 2 | 72  | 15 |    |    | 23 |
| 24 |     |     |    |    | 4  | 1  |    |    |    |    |    |    |    |    |    |    |    |    |    |    | 0 | 0 | 5   | 1   |   |   |   |   | 10  | 2  |   |   |   |   |    |   |    |   | 15  | 3  |    |    | 24 |
| 25 |     |     | 4  | 1  |    |    |    |    |    |    |    |    |    |    |    |    |    |    |    |    | 5 | 1 | 1   | 0   |   |   |   |   | 2   | 0  |   |   |   |   |    |   |    |   | 3   | 0  |    |    | 25 |
| n  | x   | y   | x  | y  | x  | y  | x  | y  | x  | y  | x  | y  | x  | y  | x  | y  | x  | y  | x  | y  | x | y | x   | y   | x | y | x | y | x   | y  | x | y | x | y | x  | y | x  | y | x   | y  | x  | y  | n  |
| n  | −10 | −10 | −9 | −9 | −8 | −8 | −7 | −7 | −6 | −6 | −5 | −5 | −4 | −4 | −3 | −3 | −2 | −2 | −1 | −1 | 0 | 0 | 1   | 1   | 2 | 2 | 3 | 3 | 4   | 4  | 5 | 5 | 6 | 6 | 7  | 7 | 8  | 8 | 9   | 9  | 10 | 10 | n  |
| n  | d   |     |    |    |    |    |    |    |    |    |    |    |    |    |    |    |    |    |    |    |   |   |     |     |   |   |   |   |     |    |   |   |   |   |    |   |    |   |     |    |    |    | n  |

## Lösungsverhalten
|                                                         | {\displaystyle d=0}                                               | {\displaystyle d<0}                                        | {\displaystyle d>0\land d\neq k^{2}}                       | {\displaystyle d>0\land d=k^{2}}                                                            |
| ------------------------------------------------------- | ----------------------------------------------------------------- | ---------------------------------------------------------- | ---------------------------------------------------------- | ------------------------------------------------------------------------------------------- |
| {\displaystyle n<0}                                     | Es gibt nur die triviale Lösung {\displaystyle (0,0)}.            | Es gibt keine Lösungen.                                    | Es gibt maximal endlich viele kleine Lösungen.             | Es gibt maximal endlich viele kleine Lösungen sowie immer die Lösung {\displaystyle (k,0)}. |
| {\displaystyle n=0}                                     | Es gibt unendlich viele triviale Lösungen {\displaystyle (0,m)}.  | Es gibt keine Lösungen.                                    | Es gibt keine Lösungen.                                    | Es gibt eine Lösung {\displaystyle (k,0)}.                                                  |
| {\displaystyle n>0\;\land } {\displaystyle n\neq l^{2}} | Es gibt nur die triviale Lösung {\displaystyle (0,0)}.            | Es gibt keine oder unendlich viele Lösungen.               | Es gibt keine oder unendlich viele Lösungen.               | Es gibt unendlich viele Lösungen.                                                           |
| {\displaystyle n>0\;\land } {\displaystyle n=l^{2}}     | Es gibt unendlich viele triviale Lösungen {\displaystyle (lm,m)}. | Es gibt keine oder maximal endliche viele kleine Lösungen. | Es gibt keine oder maximal endliche viele kleine Lösungen. | Es gibt maximal endliche viele kleine Lösungen und immer die Lösung {\displaystyle (k,0)}.  |

### Erläuterung
Zu den Graphiken auf der rechten Seite
Hierbei ist horizontal der Wert von {\displaystyle x} und vertikal der Wert von {\displaystyle y} aufgespannt (jeweils {\displaystyle -37\ldots +37}).
 
Rot bedeutet, dass die linke Seite größer ist als die rechte,und grün, dass die rechte Seite größer ist als die linke. Bei Gleichheit sind kleine Quadrate eingezeichnet.

#### n < 0(n negativ)

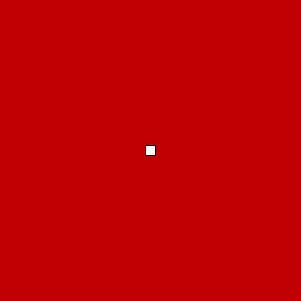

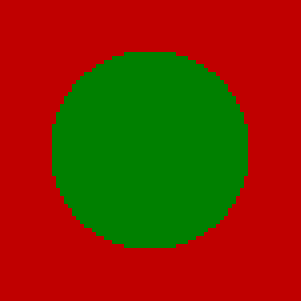

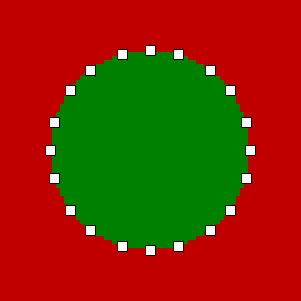

Wir haben es hierbei nicht mit der klassischen Pellschen Gleichung zu tun. Trotzdem betrachten wird das Lösungverhalten dieser Gleichung.

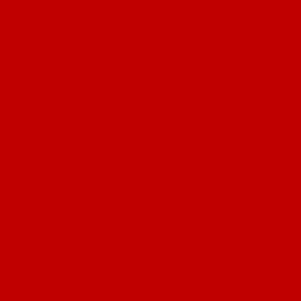

{\displaystyle \mathbf {d<0} }
Die Gleichung lautet für diesen Fall {\displaystyle x^{2}+|n|\cdot y^{2}=-|d|} mit positivem {\displaystyle |n|} und {\displaystyle |d|}.
Die Summe zweier nichtnegativer Zahlen kann nie negativ werden, daher gibt es keine Lösungen.
Beispiel:
{\displaystyle x^{2}+7y^{2}=-1} hat keine Lösungen. Der linke Ausdruck kann minimal {\displaystyle 0} sein, der rechte ist {\displaystyle -1}, d. h. kleiner als der linke Term.
{\displaystyle \mathbf {d=0} }
Die Gleichung lautet für diesen Fall {\displaystyle x^{2}+|n|\cdot y^{2}=0} mit positivem {\displaystyle |n|}.
Da {\displaystyle x^{2}} und {\displaystyle y^{2}} auch nicht negativ sind, kann die Summe nur Null sein, wenn beide Summanden Null sind. Daher ist die einzige Lösung {\displaystyle (0,0)}.
Die Lösungen liegen auf einer Ellipse mit den Halbachsen {\displaystyle a=0} und {\displaystyle b=0}.
Beispiel:
{\displaystyle x^{2}+7y^{2}=0} hat nur die Lösung {\displaystyle (0,0)}. Für {\displaystyle x} oder {\displaystyle y} ungleich 0 wird der jeweils entsprechende Term {\displaystyle x^{2}} oder {\displaystyle 7y^{2}} positiv und damit die Summe positiv und diese damit nicht mehr Null.
{\displaystyle \mathbf {d>0} }
Die Gleichung lautet für diesen Fall {\displaystyle x^{2}+|n|\cdot y^{2}=|d|} mit positivem {\displaystyle |n|} und {\displaystyle |d|}.
Die Lösungen liegen auf einer Ellipse mit {\displaystyle a={\sqrt {d}}} und {\displaystyle b=\textstyle {\sqrt {d/|n|}}}.
Beispiel:
{\displaystyle x^{2}+7y^{2}=128} hat die Lösungen {\displaystyle (11,1),\ (10,2)} und {\displaystyle (4,4)}. Die Lösungen liegen auf einer Ellipse mit {\displaystyle a={\sqrt {128}}=11{,}31\ldots } und {\displaystyle b=\textstyle {\sqrt {128/4}}=4{,}27\ldots }.
{\displaystyle \mathbf {d=k^{2}} }
Die Ellipse geht durch den Punkt {\displaystyle (k,0)}, daher gibt es neben anderen mögliche Lösungen immer sicher diese Lösung.
Beispiel:
{\displaystyle x^{2}+3y^{2}=196} hat die Lösungen {\displaystyle (14,0),\ (13,3),\ (11,5),\ (7,7)} und {\displaystyle (2,8)}. Die Lösungen liegen auf einer Ellipse mit {\displaystyle a={\sqrt {196}}=14} und {\displaystyle b=\textstyle {\sqrt {196/3}}=8{,}08\ldots }.

#### n = 0(n ist Null)

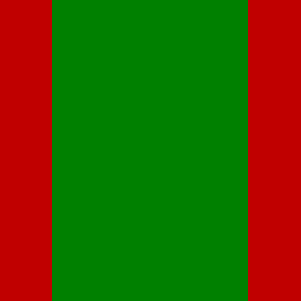

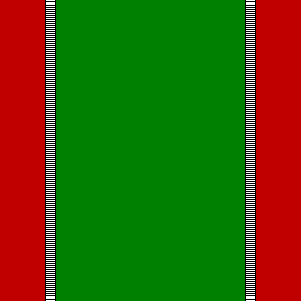

Auch hier haben wir es hierbei nicht mit der klassischen Pellschen Gleichung zu tun. Trotzdem betrachten wird das Lösungverhalten dieser Gleichung.

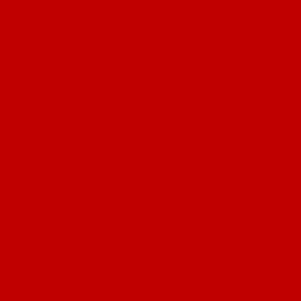

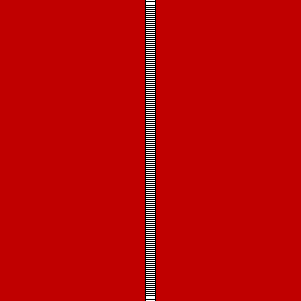

{\displaystyle \mathbf {d<0} }
Beispiel:
...
{\displaystyle \mathbf {d=0} }
Die Gleichung lautet {\displaystyle x^{2}+0y^{2}=0}, vereinfacht {\displaystyle x^{2}=0}. Wie man sieht, muss {\displaystyle x} gleich Null sein und der Wert von {\displaystyle y} spielt keine Rolle. Es gibt unendlich viele Lösungen der Form {\displaystyle (0,m)} mit beliebigem {\displaystyle m}.
Beispiel:
Siehe eben.
{\displaystyle \mathbf {d>0} }
Beispiel:
...
{\displaystyle \mathbf {d=k^{2}} }
Beispiel:
...

#### n > 0 und n ≠ l^{2} (n positiv und keine Quadratzahl)

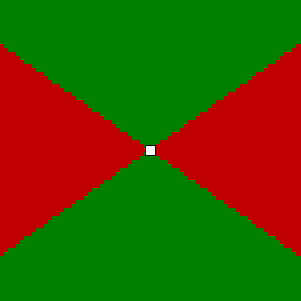

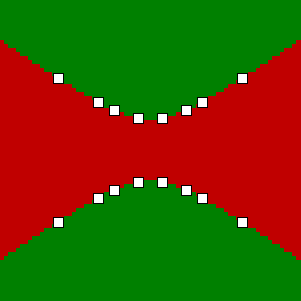

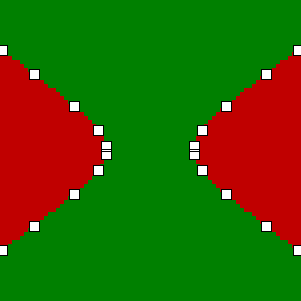

#### n > 0 und n = l^{2} (n ist Quadratzahl)

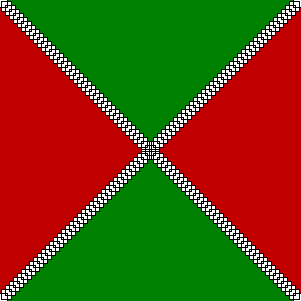

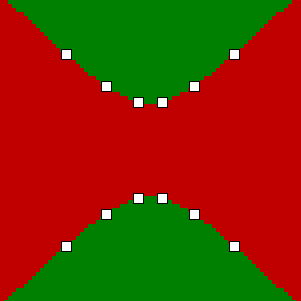

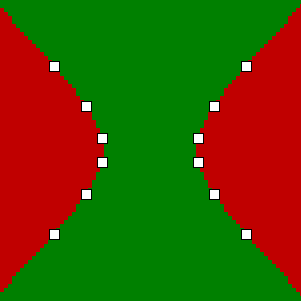

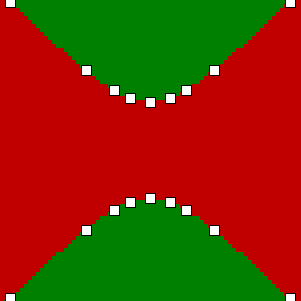

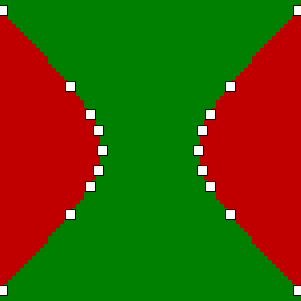

#### n > 0 und n ≠ l2(n positiv und keine Quadratzahl)
{\displaystyle \mathbf {d=0} }
Beispiel:
...
{\displaystyle \mathbf {d\neq 0} }
Beispiel 1:
{\displaystyle x^{2}-29y^{2}=27} hat keine Lösungen.
Beispiel 2:
{\displaystyle x^{2}-29y^{2}=28} hat unendlich viele Lösungen. Die ersten sechs Lösungen lauten {\displaystyle (12,2),\ (17,3),\ (307,57),\ (447,83),\ (8277,1587)} und {\displaystyle (12052,2238)}. Die nächste Lösung lautet {\displaystyle (223172,41442)} und lässt sich unter Verwendung der ersten Lösung der ersten nicht-trivialen Lösung der verwandten klassischen Pellschen Gleichung {\displaystyle x^{2}-29y^{2}=1}, nämlich {\displaystyle (9801,1820)}, durch Multiplikation mit der darausgewonnenen Matrix {\displaystyle M=\scriptstyle {\begin{pmatrix}\!9801\!\!&\!\!29\cdot 1820\!\\\!1820\!\!&\!\!9801\!\\\end{pmatrix}}} berechnen.
| Serie 1 | {\displaystyle (12,2)}       | {\displaystyle (223172,41442)}       | {\displaystyle (4374617532,812346082)}       | {\displaystyle (85751252639092,15923607857922)} |
| Serie 2 | {\displaystyle (17,3)}       | {\displaystyle (324957,60343)}       | {\displaystyle (6369807097,1182843483)}      | ...                                             |
| Serie 3 | {\displaystyle (307,57)}     | {\displaystyle (6017367,1117397)}    | {\displaystyle (117952427627,21903215937)}   | ...                                             |
| Serie 4 | {\displaystyle (447,83)}     | {\displaystyle (8761787,1627023)}    | {\displaystyle (171748548327,31892904763)}   | ...                                             |
| Serie 5 | {\displaystyle (8277,1587)}  | {\displaystyle (164884737,30618327)} | {\displaystyle (3232070606397,600180444267)} | ...                                             |
| Serie 6 | {\displaystyle (12052,2238)} | {\displaystyle (236243292,43869278)} | {\displaystyle (4630840997732,859925585118)} | ...                                             |
{\displaystyle \mathbf {d=k^{2}} }
Beispiel:
...

#### n > 0 und n = l2(n ist Quadratzahl)
{\displaystyle \mathbf {d=0} }
Beispiel:
...
{\displaystyle \mathbf {d\neq 0} }
Beispiel:
...
{\displaystyle \mathbf {d=k^{2}} }
Beispiel:
...

## Anwendungsbeispiele

### Quadratzahlen und Dreieckszahlen

16 Münzen als Quadrat gelegt

10 Münzen als Dreieck gelegt

Eine bestimmte Anzahl Münzen kann sowohl in Form eines Quadrats als auch in Form eines Dreiecks angeordnet werden. Die Bilder rechts veranschaulichen das. Für welche Anzahl von Münzen ist das möglich?
Die gesuchte Anzahl muss sowohl eine Dreieckszahl als auch eine Quadratzahl sein. Daraus erhält man die äquivalenten Gleichungen
{\displaystyle {\begin{aligned}{\frac {n\cdot (n+1)}{2}}&=m^{2}\\{\frac {1}{8}}\cdot ((2\cdot n+1)^{2}-1)&=m^{2}\\(2\cdot n+1)^{2}-2\cdot (2\cdot m)^{2}&=1\\\end{aligned}}}
Die Substitutionen {\displaystyle x:=2\cdot n+1} und {\displaystyle y:=2\cdot m} ergeben die Pellsche Gleichung
{\displaystyle x^{2}-2\cdot y^{2}=1}
Die kleinste Lösung ist {\displaystyle (x_{0}=3,\ y_{0}=2)}. Aus den rekursiven Gleichungen
{\displaystyle x_{i+1}=x_{0}\cdot x_{i}+2\cdot y_{0}\cdot y_{i}}
{\displaystyle y_{i+1}=y_{0}\cdot x_{i}+x_{0}\cdot y_{i}}
erhält man die weiteren Lösungen. Die ersten vier Lösungen mit der entsprechenden Anzahl von Münzen zeigt die folgende Tabelle.
| i | xi  | yi  | n   | m   | Anzahl der Münzen |
| - | --- | --- | --- | --- | ----------------- |
| 0 | 3   | 2   | 1   | 1   | 1                 |
| 2 | 17  | 12  | 8   | 6   | 36                |
| 4 | 99  | 70  | 49  | 35  | 1225              |
| 6 | 577 | 408 | 288 | 204 | 41616             |

### Hausnummern
An einer Straße befinden sich {\displaystyle n} Häuser mit den ungeraden Hausnummern {\displaystyle 1,3,5,\ldots ,2\cdot n-1}. Die Häuser sind von links nach rechts durchnummeriert. Eines dieser Häuser ist weiß. Die Summe der Hausnummern links vom weißen Haus ist gleich der Summe der Hausnummern rechts vom weißen Haus. Für welche Anzahl {\displaystyle n} von Häusern ist das möglich? Welche Hausnummer hat dann das weiße Haus?
Hat das weiße Haus die Hausnummer {\displaystyle 2\cdot m-1}, dann ist die Summe der Häuser links davon gleich der Summe der Häuser rechts davon:
{\displaystyle {\begin{aligned}1+3+5+\cdots +(2\cdot m-3)&=(2\cdot m+1)+(2\cdot m+3)+\cdots +(2\cdot n-1)\\1+3+5+\cdots +(2\cdot m-3)&=(1+3+5+\cdots +(2\cdot n-1))-(1+3+5+\cdots +(2\cdot m-1))\\\end{aligned}}}
Jede Quadratzahl {\displaystyle n^{2}} ist die Summe der ersten {\displaystyle n} ungeraden natürlichen Zahlen. Also ist diese Gleichung äquivalent zu
{\displaystyle {\begin{aligned}(m-1)^{2}&=n^{2}-m^{2}\\2\cdot m^{2}-2\cdot m+1&=n^{2}\\4\cdot m^{2}-4\cdot m+2&=2\cdot n^{2}\\(2\cdot m-1)^{2}-2\cdot n^{2}=-1\\\end{aligned}}}
Die Substitutionen {\displaystyle x:=2\cdot m-1} und {\displaystyle y:=n} ergeben die negative Pellsche Gleichung
{\displaystyle x^{2}-2\cdot y^{2}=-1}
Die kleinste Lösung ist {\displaystyle (x_{1}=1,\ y_{1}=1)}. Aus den rekursiven Gleichungen
{\displaystyle x_{i+1}=x_{0}\cdot x_{i}+2\cdot y_{0}\cdot y_{i}}
{\displaystyle y_{i+1}=y_{0}\cdot x_{i}+x_{0}\cdot y_{i}}
erhält man die weiteren Lösungen. Die ersten vier Lösungen mit der Anzahl von Häusern, der größten Hausnummer und der Hausnummer des weiße Hauses zeigt die folgende Tabelle.
|   | Hausnummer weißes Haus | Anzahl der Häuser | größte Haus- nummer |
| i | xi = 2 · m − 1         | yi = n            | 2 · n − 1           |
| - | ---------------------- | ----------------- | ------------------- |
| 0 | 1                      | 1                 | 1                   |
| 2 | 7                      | 5                 | 9                   |
| 4 | 41                     | 29                | 57                  |
| 6 | 239                    | 169               | 337                 |

### Das Rinderproblem des Archimedes
Bei der Lösung des Rinderproblems des Archimedes stößt man (wenn man geschickt rechnet) auf die Pellsche Gleichung {\displaystyle x^{2}-n\cdot y^{2}=1} zum Parameter {\displaystyle n=4729494}, die als Minimallösung
{\displaystyle x=109931986732829734979866232821433543901088049\approx 1{,}099\cdot 10^{44}}
{\displaystyle y=\,\qquad 50549485234315033074477819735540408986340\approx 5{,}055\cdot 10^{40}}
hat. Für das Rinderproblem braucht man allerdings nicht die Minimallösung, sondern die kleinste Lösung, bei der {\displaystyle y} ein Vielfaches von {\displaystyle 2\cdot 4657} ist.
Alternativ dazu kann man für die Pellsche Gleichung mit Parameter {\displaystyle n=410286423278424=(2\cdot 4657)^{2}\cdot 4729494} die Minimallösung (jetzt ohne Nebenbedingung) suchen, die von folgender Größenordnung ist:
{\displaystyle x\approx 3{,}7653\cdot 10^{103272}}
{\displaystyle y\approx 1{,}8589\cdot 10^{103265}}
Nicht zufällig ist {\displaystyle 2\cdot 3{,}7653\cdot 10^{103272}\approx (2\cdot 1{,}0993199\cdot 10^{44})^{2329}}, wodurch numerisch der Zusammenhang zwischen den Minimallösungen der beiden Pellschen Gleichungen hergestellt ist.
Für das Rinderproblem selbst ist als Zwischenergebnis die Zahl {\displaystyle 4657\cdot 957\cdot y^{2}\approx 1{,}5401\cdot 10^{206537}} von Belang. Das Endergebnis ist das {\displaystyle 50389082}-Fache davon, also ca. {\displaystyle 7{,}760\cdot 10^{206544}}.

### Rechtwinklige Dreiecke und pythagoreische Tripel
Gesucht sind die rechtwinkligen Dreiecke mit ganzzahligen Seitenlängen, wo die Kathetenlängen eine bestimmte Differenz haben. Diese Seitenlängen sind sogenannte pythagoreische Tripel mit besonderen Eigenschaften.
Ist {\displaystyle k} die Differenz der Kathetenlängen, dann sind die ganzzahligen Seitenlängen der rechtwinkligen Dreiecke die pythagoreischen Tripel der Form {\displaystyle (a,a+k,c)}. Nach dem Satz des Pythagoras gilt dann
{\displaystyle {\begin{aligned}a^{2}+(a+k)^{2}&=c^{2}\\2\cdot a^{2}+2\cdot a\cdot k+k^{2}&=c^{2}\\4\cdot a^{2}+4\cdot a\cdot k+2\cdot k^{2}&=2\cdot c^{2}\\(2\cdot a+k)^{2}-2\cdot c^{2}&=-k^{2}\\\end{aligned}}}
Die Substitutionen {\displaystyle x:=2\cdot a+k} und {\displaystyle y:=c} ergeben die verallgemeinerte Pellsche Gleichung
{\displaystyle x^{2}-2\cdot y^{2}=-k^{2}}
Die kleinste Lösung der Gleichung {\displaystyle x^{2}-2\cdot y^{2}=1} ist {\displaystyle \ (p=3,\ q=2)}.
Für den Fall {\displaystyle k=1} ist {\displaystyle (x_{0}=1,\ y_{0}=1)} die einzige positive Basislösung der verallgemeinerten Pellschen Gleichung mit  {\displaystyle d=2}, {\displaystyle n=-1}, {\displaystyle u=3+2\cdot {\sqrt {2}}}. Die weiteren Lösungen mit den entsprechenden Seitenlängen der rechtwinkligen Dreiecke sind
| i | xi = 2 · a + 1 | yi = c | a   | a + 1 |
| - | -------------- | ------ | --- | ----- |
| 0 | 1              | 1      | 0   | 1     |
| 1 | 7              | 5      | 3   | 4     |
| 2 | 41             | 29     | 20  | 21    |
| 3 | 239            | 169    | 119 | 120   |

Für {\displaystyle (x_{0}=1,\ y_{0}=1)} ist {\displaystyle a=0}. Daher gehört diese Lösung zu keinem Dreieck. Die Seitenlängen der gesuchten rechtwinkligen Dreiecke sind (3, 4, 5), (20, 21, 29), (119, 120, 169), ... Das sind die rechtwinkligen Dreiecke, wo die Kathetenlängen die Differenz {\displaystyle k=1} haben. Für {\displaystyle k=2,\ 3,\ 4,\ 5,\ 6} sind die Lösungen der verallgemeinerten Pellsche Gleichung die entsprechenden Vielfachen. Für die Differenz {\displaystyle k=6} zum Beispiel ergeben sich die rechtwinkligen Dreiecke mit den Seitenlängen (18, 24, 30), (120, 126, 174), (714, 720, 1014), ...
Für {\displaystyle k=7} hat die verallgemeinerte Pellsche Gleichung mehrere Basislösungen, darunter {\displaystyle (x_{0}=-1,\ y_{0}=5)}, {\displaystyle (x_{0}=1,\ y_{0}=5)} und {\displaystyle (x_{0}=7,\ y_{0}=7)}. Daraus ergeben sich alle weiteren positiven Lösungen und, wenn alle positiv, die entsprechenden Seitenlängen der rechtwinkligen Dreiecke:
| i | xi = 2 · a + 7 | yi = c | a   | a + 7 |   | i   | xi = 2 · a + 7 | yi = c | a   | a + 7 |      | i    | xi = 2 · a + 7 | yi = c | a | a + 7 |
| 0 | −1             | 5      | −4  | 3     | 0 | 1   | 5              | −3     | 4   | 0     | 7    | 7    | 0              | 7      |   |       |
| 1 | 17             | 13     | 5   | 12    | 1 | 23  | 17             | 8      | 15  | 1     | 49   | 35   | 21             | 28     |   |       |
| 2 | 103            | 73     | 48  | 55    | 2 | 137 | 97             | 65     | 72  | 2     | 287  | 203  | 140            | 147    |   |       |
| 3 | 601            | 425    | 297 | 304   | 3 | 799 | 565            | 396    | 403 | 3     | 1673 | 1183 | 833            | 840    |   |       |

### Zerlegungen gleichseitiger Dreiecke

Das gleichseitige Dreieck mit der Seitenlänge a wird in zwei Dreiecke mit den ganzzahligen Seitenlängen s, t, a und a − s, a, t zerlegt. Das Dreieck mit den Seitenlängen h, k, t ist rechtwinklig.

Gesucht sind gleichseitige Dreiecke, die in zwei Teildreiecke mit ganzzahligen Seitenlängen zerlegt werden können.
Ist {\displaystyle a} die Seitenlänge und {\displaystyle h} die Höhe des gleichseitigen Dreiecks, ist {\displaystyle t} die Länge der Strecke, die das gleichseitige Dreieck teilt, und sind {\displaystyle s} und {\displaystyle a-s} die Längen der geteilten Seite, dann bildet die Höhe zusammen mit der Teilungsstrecke und einer Strecke der Länge {\displaystyle k:={\frac {a}{2}}-s} ein rechtwinkliges Dreieck, wobei {\displaystyle t} die Hypotenusenlänge ist. Die Abbildung rechts zeigt das.
Nach dem Satz des Pythagoras und wegen {\displaystyle h^{2}={\frac {3}{4}}\cdot a^{2}} gilt dann
{\displaystyle {\begin{aligned}h^{2}+k^{2}&=t^{2}\\{\frac {3}{4}}\cdot a^{2}+k^{2}&=t^{2}\\t^{2}-3\cdot \left({\frac {a}{2}}\right)^{2}&=k^{2}\\\end{aligned}}}
Die Substitutionen {\displaystyle x:=t} und {\displaystyle y:={\frac {a}{2}}} ergeben die verallgemeinerte Pellsche Gleichung
{\displaystyle x^{2}-3\cdot y^{2}=k^{2}}
Die kleinste Lösung der Gleichung {\displaystyle x^{2}-3\cdot y^{2}=1} ist {\displaystyle (p=2,q=1)}.
Für den Fall {\displaystyle k=1} ist {\displaystyle (x_{0}=2,y_{0}=1)} die einzige positive Basislösung der verallgemeinerten Pellschen Gleichung mit  {\displaystyle d=3}, {\displaystyle n=1}, {\displaystyle u=2+{\sqrt {3}}}. Die weiteren Lösungen mit die entsprechenden Seitenlänge {\displaystyle a} des gleichseitigen Dreiecks und die Seitenlängen {\displaystyle s,t,a} und {\displaystyle a-s,a,t} der zwei Teildreiecke sind
| i | xi = t | yi = a/2 | a   | s = a/2 − 1 | a − s |
| - | ------ | -------- | --- | ----------- | ----- |
| 0 | 2      | 1        | 2   | 0           | 2     |
| 1 | 7      | 4        | 8   | 3           | 5     |
| 2 | 26     | 15       | 30  | 14          | 16    |
| 3 | 97     | 56       | 112 | 55          | 57    |

Für {\displaystyle k=2,3,4,5,6,7,8,9,10} sind die Lösungen der verallgemeinerten Pellsche Gleichung die entsprechenden Vielfachen.
Für den Fall {\displaystyle k=11} hat die verallgemeinerte Pellsche Gleichung mehrere Basislösungen, darunter {\displaystyle (x_{0}=11,y_{0}=0)}, {\displaystyle (x_{0}=13,y_{0}=4)} und {\displaystyle (x_{0}=14,y_{0}=5)}. Daraus ergeben sich alle weiteren positiven Lösungen und, wenn alle positiv, die entsprechenden Seitenlängen des gleichseitigen Dreiecks und der zwei Teildreiecke:
| i | xi = t | yi = a/2 | a   | s = a/2 − 11 | a − s |   | i   | xi = t | yi = a/2 | a   | s = a/2 − 11 | a − s |     | i   | xi = t | yi = a/2 | a   | s = a/2 − 11 | a − s |
| 0 | 11     | 0        | 0   | −11          | 11    | 0 | 13  | 4      | 8        | −7  | 15           | 0     | 14  | 5   | 10     | −6       | 16  |              |       |
| 1 | 22     | 11       | 22  | 0            | 22    | 1 | 38  | 21     | 42       | 10  | 32           | 1     | 43  | 24  | 48     | 13       | 35  |              |       |
| 2 | 77     | 44       | 88  | 33           | 55    | 2 | 139 | 80     | 160      | 69  | 91           | 2     | 158 | 91  | 182    | 80       | 102 |              |       |
| 3 | 286    | 165      | 330 | 154          | 176   | 3 | 518 | 299    | 598      | 288 | 310          | 3     | 589 | 340 | 680    | 329      | 351 |              |       |